# Abbaye Notre-Dame de l'Eau
Pour l'église de Domfront, voir Église Notre-Dame-sur-l'Eau.
L'abbaye Notre-Dame de l'Eau (latin Aqua) est une ancienne abbaye cistercienne de femmes située sur le territoire de l'actuelle commune de Ver-lès-Chartres, en Eure-et-Loir.

## Histoire

### Fondation
L'abbaye Notre-Dame de l'Eau fut fondée en avril 1226 par Élisabeth Ire (ou Isabelle), comtesse de Chartres, et par son deuxième mari, Jean de Montmirail. Par l'intercession de l'évêque de Chartres, Gautier, ils obtinrent de l'abbé de Saint-Père Guy Ier la permission de construire cette abbaye dans la paroisse de Saint-Victor de Ver, dont Guy était le patron, sur un fief nommé Pentoison, ou Pantoison. L'année précédente, en 1225, Élisabeth Ire et Jean de Montmirail avaient en effet acheté à un certain Clément de Pentoison deux arpents de terres à Pentoison et Guiard dans la perspective d'y créer un établissement monastique.
Dès sa fondation, le couvent reçut le titre d'abbaye (abbatia). Elle fut confiée à des religieuses de l'ordre et de la filiation de Cîteaux. On ignore cependant quel était précisément l'établissement monastique d'origine de ces religieuses. Il fut accordé à l'abbesse la juridiction spirituelle sur ses religieuses et la juridiction temporelle sur son territoire avec les droits de haute, moyenne et basse justice. La comtesse de Chartres dota l'établissement de cinquante livres de revenus et l'alimenta d'un muid de blé à prendre sur les bourgs du Coudray et de Luisant et de sept autres muids que devait fournir Vaufery, champtier où la comtesse avait déjà donné au couvent cinq arpents de prés. Dès 1226, un économe fut nommé et chargé de veiller au recouvrement de ces revenus. Cette même année commença la construction de l'église abbatiale.
En décembre 1229, la comtesse de Chartres et son époux achetèrent à Nicolas, fils d'un certain Guy et maire de Saint-Père, avec le consentement des religieux de l'abbaye de Saint-Père, une terre, des maisons et les droits qu'il possédait, tant en dîmes qu'en terres, relevant du fief de Pentoison. Ils donnèrent ces biens aux religieuses de Cîteaux pour y ériger de nouvelles constructions, jusqu'à la rivière.
L'établissement ainsi établi était situé entre les lieux-dits de Gouabille et de La Varenne. Sa proximité avec la rivière Eure (apud aqua, près de l'eau) fut à l'origine de son nom : Notre-Dame de l'Eau.
Durant tout le XIIIe siècle, l'abbaye se développa et reçut des biens d'illustres donateurs. Ainsi, la comtesse de Chartres et fondatrice de l'abbaye Élisabeth Ire, lui légua par testament en 1248 cinquante-cinq livres en monnaie de Chartres. Parmi les autres bienfaiteurs de l'abbaye, on peut citer en 1256 Jean Ier de Châtillon, comte de Blois, et en 1282 Pierre II, comte d'Alençon.

### La Guerre de Cent Ans
Au début de la Guerre de Cent Ans, les religieuses de l'abbaye de l'Eau se réfugièrent à l'intérieur des murs de Chartres, dans une maison qu'elles y possédaient et où elles firent aménager une chapelle. Elles firent installer une cloche pour sonner leurs offices, mais le chapitre cathédral s'opposa à cela, défendit de célébrer aucun office religieux dans cette chapelle et fit enlever la cloche. Il fit également détruire le clocher de cette chapelle improvisée. Il prétendait en effet avoir seul le droit de permettre ou d'empêcher l'érection d'aucune église ou chapelle dans la ville et la banlieue de Chartres. De fait, une bulle de Clément III défendait à toute personne d'établir dans la ville de Chartres et ses faubourgs aucune église, chapelle, oratoire, sans la permission de l'évêque ou du chapitre. L'abbesse Jeanne Ire dépêcha le prêtre Jean Le Merle auprès du chapitre pour faire acte de soumission. Après le paiement d'une amende, les religieuses purent seulement conserver en cet endroit un oratoire,.
À la fin de l'année 1361, après la conclusion du traité de Brétigny, les religieuses de l'Eau retournèrent dans leur abbaye, qu'elles retrouvèrent dévastée. En effet, durant leur période d'installation à Chartres, l'abbaye avait été mise à sac et au pillage. Elles eurent le plus grand mal à rétablir leur établissement, du fait de graves difficultés financières. En effet, la construction de l'oratoire de Chartres avait englouti des sommes énormes. Par ailleurs, les redevances dues à l'abbaye n'étaient pas payées du fait des destructions de la guerre dans la région. La reprise de la guerre, quelques années plus tard, et l'apparition d'une peste, à partir de 1377, n'arrangèrent pas les choses. Les religieuses furent souvent contraintes d'engager des procédures, et plusieurs débiteurs de l'abbaye furent condamnés à payer des sommes dues à l'abbaye. Ainsi, le 17 juillet 1378, une sentence du Parlement condamna Guillaume, seigneur de Meslay, à solder ses anciennes dettes envers l'abbaye. Trois jours plus tard, c'est Philippe de Chartres, seigneur de Ver, qui fut à son tour condamné. En 1382, Pierre II d'Alençon reçut une doléance des religieuses car les 25 livres annuelles dues à l'abbaye ne rentraient plus dans les coffres. Le siècle suivant encore les sœurs de l'Eau connaissaient des difficultés financières. Ainsi, le 6 mars 1416 Pierre Rénier, trésorier général du duc d'Orléans, contresigna sur ordre de ce dernier une quittance de 60 livres tournois en faveur de l'Eau, somme prise sur la recette de Châteaudun. En 1424, un accord intervenait pour la rente de quatre muids de blé que l'hébergement de Blaindainville avait du mal à toucher. En 1432, Thibault de Romignac, héritier de Philippe de Bonville, s'engageait à solder un muid de blé et un demi-muid d'avoine.
Ces actes qui nous sont parvenus montrent les grandes difficultés financières que connut l'abbaye Notre-Dame de l'Eau à cette période de son histoire. Ces difficultés financières expliquent pourquoi la reconstruction de l'église ne fut achevée qu'en 1530, même si les autres bâtiments du domaine abbatial avaient été achevés bien auparavant. Ainsi par exemple, l'hôtel de l'abbaye était reconstruit au moins en 1487, puisqu'un acte du 23 juin de cette année le mentionne. L'église fut finalement consacrée le 30 mai 1534 par Monseigneur Louis Guillart, évêque de Chartres. Cette consécration rétablit enfin pleinement l'abbaye dans sa mission religieuse, après 150 ans de difficultés consécutives à la guerre.

### Les guerres de Religion
L'abbaye fut à nouveau détruite par les calvinistes pendant les guerres de Religion. En effet, en se retirant le 15 mars 1568 du siège de Chartres, les Huguenots, pour se venger de leur échec, détruisirent nombre d'établissements monastiques et d'églises dans la région chartraine, parmi lesquels l'abbaye Notre-Dame de l'Eau. Aucune religieuse ne fut blessée ou tuée, mais il fallut à nouveau tout reconstruire.
Cette reconstruction des bâtiments fut ordonnée dès 1568. Lorsque l'abbesse Élisabeth II Chapelain mourut en 1575, les bâtiments n'étaient pas encore achevés. Le 9 décembre 1583, le culte religieux était rétabli et on inhuma dans l'église la sœur Françoise. Le couvent fut finalement restauré complètement en 1603. C'est en effet le 19 juin de cette année que l'abbatiale fut bénite par Edmond de la Croix, abbé de Cîteaux.
Cependant, cette réhabilitation présentait encore des lacunes au début du XVIIe siècle. Ainsi, la clôture rigoureuse des couvents, imposée par le concile de Trente, fut difficilement établie à l'abbaye de l'Eau, ce qui entraîna des remontrances des vicaires de Fourcamont en 1624, de Pontguillon en 1636, de Gaudesche, de l'Estoile et de l'évêque de Chartres lui-même.

### La Révolution française
La veille de la Révolution, le 13 juillet 1788, l'abbaye subit une tempête qui endommagea gravement les bâtiments claustraux (réfectoire, chapitre, dortoir). Les sœurs durent emprunter 11 200 livres pour engager des travaux de restauration.
L'abbaye fut déclarée bien national à la Révolution. Un inventaire de ses biens fut dressé le 23 juin 1790, puis lesdits biens furent mis en régie le 13 décembre suivant par la municipalité de Chartres. Le 3 février 1791, sur ordre du département, les chevaux, bestiaux et ustensiles de labour furent mis en vente sous la responsabilité du citoyen Drouin, commis principal.
Pendant cette période, la plupart des religieuses restèrent dans l'abbaye. Cinq d'entre elles cependant décidèrent de la quitter. Le 8 février 1791, les domestiques attachés au service de la ferme attenant à l'abbaye quittèrent à leur tour l'établissement.
Les propriétés extérieures de l'abbaye commencèrent alors à être démantelées et vendues aux enchères. Le moulin de La Fosse, les terres des vallées de Berchères, les fermes d'Ermenonville-la-Grande et du Rosay, pour citer les plus importantes, furent cédées les unes après les autres (cf. infra).
Le 3 mai 1792, Louis-Albert Quévanne, ingénieur en chef du département d'Eure-et-Loir, divisa la propriété abbatiale pour séparer les bâtiments religieux de la ferme attenante, dans le but de vendre cette dernière.
Enfin, le 22 juillet 1792, la communauté monastique fut dissoute et les dernières religieuses, dont notamment l'abbesse Thérèse-Françoise-Gabrielle de Vauldrey, furent priées de quitter l'abbaye. On leur laissa un peu plus de deux mois pour organiser leur départ. On ne leur accorda que le mobilier de leur chambre et leurs effets personnels. Le 26 septembre 1792, les sœurs quittèrent définitivement l'abbaye. L'abbesse s'installa à Saint-Chéron, en compagnie d'une sœur converse. Les autres religieuses se dispersèrent. Plusieurs d'entre elles devinrent hospitalières à Tours.
Les bâtiments conventuels, le cœur de l'abbaye de l'Eau, furent vendus aux enchères le lundi 23 septembre 1793. Le procès-verbal de la vente est ainsi rédigé : « À neuf heures du matin, devant nous Daniel Chartier, président, Louis-Michel Braquet, et Jacques Broutin, administrateurs du district de Chartres, réunis en la maison ci-devant conventuelle de Saint-Jean : furent (sic) mis en vente la maison conventuelle. Elle fut adjugée pour 80200 livres à Gosset, négociant, demeurant à Versailles, boulevard de l'Égalité : qui fut tenu de payer 20000 livres dans la quinzaine et le surplus dans les douze années suivantes. »
La Maison des Dames du Chœur, ou Petite abbaye, fut vendue séparément (cf. infra).

### Après la Révolution
Le négociant Gosset démantela la plus grande partie des bâtiments pour en vendre les pierres. L'église abbatiale notamment fut totalement détruite. Condamné à mort sous les Cent-Jours, Gosset échappa à cette condamnation et devint maire de Ver-lès-Chartres. Il mourut en 1826 à l'âge de 79 ans. Sa veuve, Geneviève-Thérèse Martin, et ses enfants, Louis-Alexandre, Mathurin, Mélanie et Hélène, vendirent le domaine le jeudi 20 août 1829 à Maître Rozier, avoué demeurant à Chartres. Les petites-filles de cet homme de loi, Marie Courtaud et Marie Mercier, héritèrent du domaine. Par la suite, ce qui restait de l'abbaye appartint successivement au docteur Caume (vers 1836), à M. Bataille, cultivateur à la Rivière, près de Pontgouin, à M. Pian (brièvement), à M. Jatteau, à M. Bahiana, riche industriel du Brésil qui l'acheta en 1885, et enfin à M. Oustry, qui l'acquit en 1887. L'abbé Guillon précise que la veuve de ce dernier, ainsi que leur gendre, M. Chapron, possédaient encore l'abbaye en 1906.
Aujourd'hui encore, l'abbaye de l'Eau demeure une propriété privée. La partie orientale du bâtiment des religieuses et la porte d'entrée de l'abbaye, du XIIIe siècle, ainsi que le palais de l'abbesse, du XVIIIe siècle, sont les seuls témoins de l'existence de l'antique établissement monastique. Les vestiges du XIIIe siècle ont fait l'objet d'une inscription sur la liste des Monuments historiques en date du 28 janvier 2014,.

## Description

### Description générale
L'abbaye Notre-Dame de l'Eau est située à environ cinq kilomètres au sud de Chartres, sur le territoire de l'actuelle commune de Ver-lès-Chartres. Sous l'Ancien Régime, elle était entourée au nord par les seigneuries de Montmireau et de Barjouville ainsi que par la prêtrière des Moineaux, à l'est par le gué et le moulin de Gouabille, dépendant de l'Hôtel-Dieu de Chartres, au sud par la baronnie de Ver et à l'ouest par le hameau de La Varenne, relevant de la famille de Sérisy.
L'abbaye était délimitée par un très long mur de clôture longeant un chemin, au nord et à l'ouest, et par la rivière Eure, ainsi que par des haies, au sud et à l'est. Ainsi dès 1295 Robert de Chartres, seigneur de Ver, octroya aux religieuses de l'Eau le droit d'entretenir les haies qui rejoignaient l'Eure, et d'établir sur cette rivière une planche à usage de lavoir pour leur linge. La surface de l'enceinte était de douze arpents carrés.

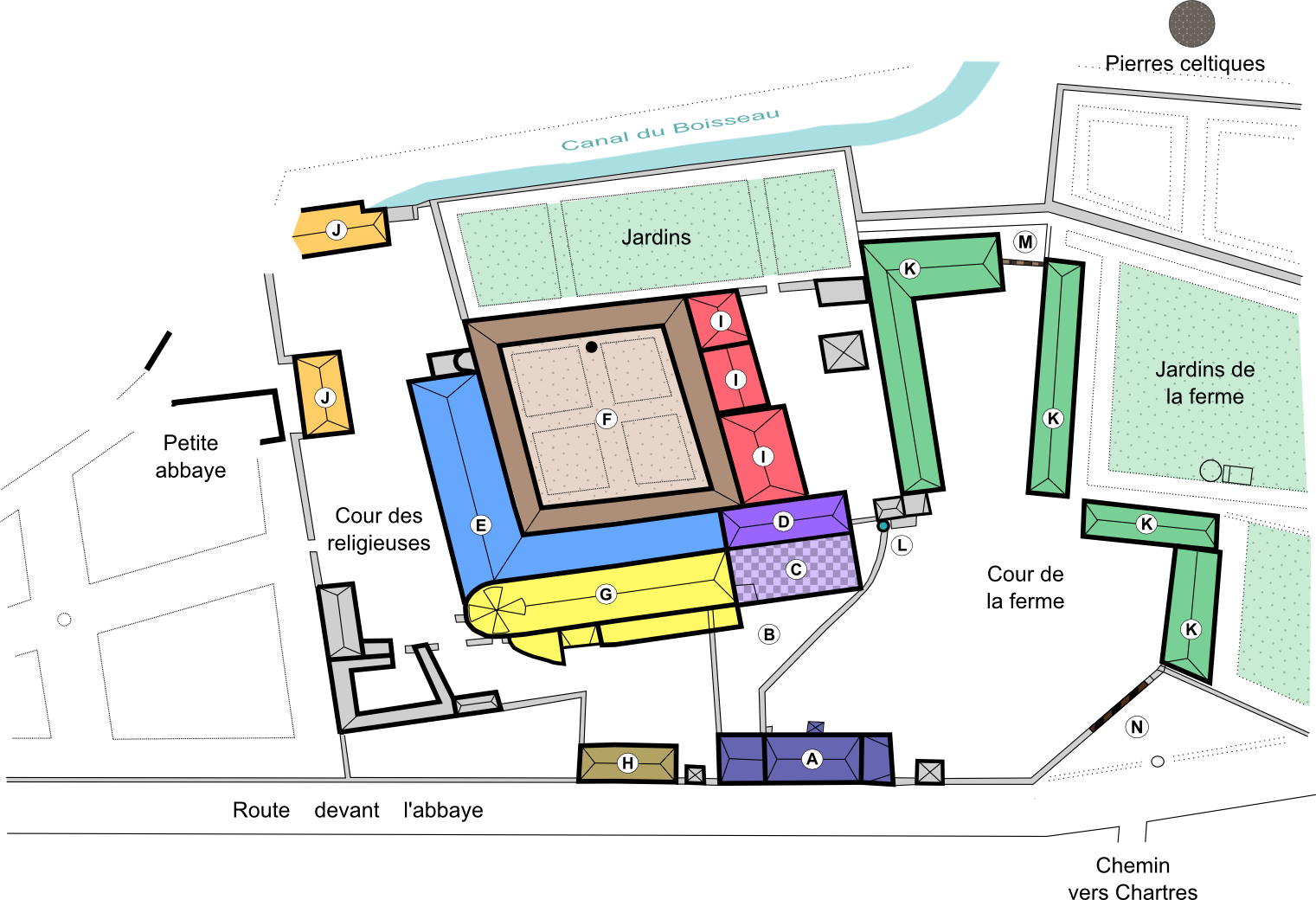
Plan de l'abbaye Notre-Dame de l'Eau en 1792, peu avant sa vente et son démantèlement. Le nord correspond au bas de la carte (route devant l'abbaye). Le plan de 1792 n'établit pas d'échelle, mais l'abbé Guillon précise que l'église avait une longueur de 46.80 mètres. Légende : A - Maison du concierge et hôtellerie; B - Cour d'entrée; C - Cour devant le palais abbatial; D - Palais abbatial; E - Bâtiment des religieuses (chapitre, réfectoire, cuisine et à l'étage infirmerie, dortoir et bibliothèque); F - Cloître; G - Église abbatiale et ses dépendances; H - Logis des confesseurs; I - Bâtiments du Noviciat, du Pensionnat, etc.; J - Buanderie et lavoir; K - Bâtiments de la ferme; L - Puits; M - Porte de la ferme; N - Porte d'entrée de l'abbaye.

Le plan établi en 1792 par Louis-Albert Quévanne, ingénieur en chef du département d'Eure-et-Loir, dans la perspective de la vente de l'abbaye, devenue bien national à la Révolution (voir ci-contre la reproduction de ce plan), décrit l'emplacement des différents bâtiments qui formaient cet établissement. Ils étaient situés entre la route clôturée, au nord, et le canal du Boisseau creusé au XVIIe siècle et relié à la rivière Eure, au sud. Autour du cloître du XIIIe siècle couraient un certain nombre de bâtiments du Moyen Âge. Le bâtiment des religieuses (chapitre, bibliothèque, dortoir) était le plus imposant et flanquait à lui seul les ailes nord et est du cloître. Accolée à ce bâtiment, au nord, était située l'église du XIIIe siècle remaniée à la suite des diverses destructions intervenues au cours de la vie de l'abbaye. Les bâtiments claustraux situés à l'ouest abritaient le réfectoire, le logis des données, sœurs converses et domestiques ainsi qu'une chapelle domestique. Dans le prolongement nord-ouest du bâtiment des religieuses, en partie accolé au cloître et en partie perpendiculaire à celui-ci, se trouvait le vaste palais de l'abbesse, datant du XVIIIe siècle. Une cour située au nord permettait d'accéder à ce palais.
Autour de ces bâtiments claustraux, cœur de l'abbaye, figurent sur le plan de 1792 : au nord, collés au mur d'enceinte, d'une part le bâtiment du concierge et l'hôtellerie, séparés du palais abbatial par une cour d'entrée, et d'autre part, plus à l'est, le logis des prêtres et confesseurs chargés de dire la messe et d'assister spirituellement les religieuses, séparé de l'église par une cour; à l'est, diverses constructions (buanderie, lavoir au sud, installé sur le canal du Boisseau et divers bâtiments non identifiés, probablement des remises) séparées du bâtiment des religieuses par une grande cour; au sud des jardins situés entre la partie méridionale du déambulatoire du cloître et le canal du Boisseau; à l'ouest, d'immenses bâtiments de ferme (et au-delà, les jardins de cette ferme). D'autres installations à l'intérieur de l'enceinte de l'abbaye sont également mentionnées dans un document de 1682 : un petit colombier, une ménagerie, un bois taillis et un clos de vignes de sept quartiers.
L'isolation canonique entre l'enceinte religieuse et la ferme était assurée par un mur construit entre l'hôtellerie (bâtiment A, en bleu marine sur le plan supra) et l'église abbatiale (bâtiment G, en jaune sur le plan). On pénétrait dans l'abbaye par la double porte d'entrée du XIIIe siècle, qui donnait sur la cour de la ferme, puis dans l'enceinte religieuse par une petite porte située à hauteur du puits (point L sur le plan). Le 3 mai 1792, on sépara la ferme des bâtiments claustraux. À cette fin, un grand mur courbe fut construit, qui figure sur le plan de l'ingénieur Quévanne entre l'hôtellerie (bâtiment A, en bleu marine sur le plan) et le puits (point L sur le plan), l'usage de celui-ci devant être partagé entre les sœurs d'une part et les acquéreurs de la ferme d'autre part. On perça alors une ouverture dans l'hôtellerie pour servir de nouvelle entrée à l'abbaye. Au contraire, toutes les ouvertures qui existaient dans le bâtiment oriental de la ferme (bâtiment K à gauche sur le plan) et la cour des bâtiments claustraux (bâtiments I sur le plan), furent bouchées.
Au sud du corps de ferme, non loin de l'Eure, se trouvaient plusieurs pierres d'époque celtique, mentionnées sur la carte de 1792.
Hors de l'enceinte de l'abbaye (et donc ne figurant pas sur le plan), Notre-Dame de l'Eau possédait de nombreuses dépendances (fermes, moulins, maisons) (cf. infra).
Il subsiste aujourd'hui de cette abbaye la partie orientale du bâtiment des religieuses, la porte d'entrée de l'abbaye, une partie des murs de l'enceinte extérieure, certains murs à l'intérieur du couvent, tous du XIIIe siècle et inscrits sur la liste des monuments historiques, ainsi que le palais de l'abbesse, du XVIIIe siècle, non inscrit.

### L'église abbatiale
La construction de l'église débuta l'année même de la fondation de l'abbaye, en 1226. Les travaux avancèrent rapidement car la châtelaine de Ver fait mention de cette église dans une charte, également datée de 1226. Il est probable qu'elle fut achevée rapidement.
Elle fut dédiée à la Vierge Marie, comme toutes les églises des abbayes affiliées à l'ordre de Cîteaux, en application des statuts dudit ordre.
Affectée au service des religieuses, l'abbatiale était également fréquentée par les paroissiens des bourgs environnants de Voisins, Gouabille et La Varenne. Toute la nef était réservée aux fidèles venus de ces hameaux. Cette partie était appelée l'église extérieure. La partie réservée aux religieuses était située dans le chœur, et séparée de la partie publique par un petit mur de refend de soixante-dix centimètres d'épaisseur sur lequel étaient placées des grilles destinées à dérober les moniales à la vue du peuple (cette prescription étant rendue obligatoire depuis le concile de Trente).
L'abbé Guillon précise que la longueur totale de l'édifice était de 46,80 mètres, répartis comme suit : 35,50 mètres pour la nef, 6,50 mètres pour le chœur et 4,80 mètres pour le sanctuaire. Il convient de rajouter que le plan de Quévanne de 1792 reproduit plus haut permet de constater l'absence de transept.
L'abbé Guillon relate également le résultat des fouilles qui furent entreprises au lieu de l'emplacement de l'église en février et mars 1900. Ces fouilles eurent pour résultat « la découverte des substructions de l'église abbatiale ». L'abbé cite littéralement la relation des fouilles dans les termes publiés par la Société archéologique d'Eure-et-Loir : « Les premières recherches mirent à découvert la nef avec ses fondations, ses murs de clôture de plus d'un mètre d'épaisseur, ses piliers placés de 5 mètres en 5 mètres et dont la maçonnerie à toute épreuve avait défié les meilleurs outils des ouvriers; déjà, nous avions rencontré intact en plusieurs parties, mais effondré, affaissé, brûlé ou disparu en certaines autres, le dallage formé de pavés rouges de 0,11 de côté sur 0,05 d'épaisseur. Les archives de Thivars mentionnaient qu'un seigneur de Tachainville avait été inhumé dans l'église, proche et vis-à-vis la grille. À l'endroit précis, nous avons trouvé un corps, à 1 m 50 sous le dallage, mais le caveau ou sépulture a dû être violé, car nous n'avons vu ni cercueil ni objet curieux. La pierre tombale fut retrouvée gisante, mais, hélas ! brisée et incomplète; une autre pierre tombale, également mutilée, représente une abbesse avec son très riche costume. (...) L'orientation des pavés, le symbolisme chrétien nous firent opérer le sondage dans la partie avoisinant, à l'est, le mur de clôture. Bientôt la découverte d'un nouveau pilier et du mur de clôture nous confirma que nous étions encore dans l'église. D'ailleurs, nous retrouvions toujours les débris nombreux de tuiles, d'ardoises, de pierres, de fer, brûlés et calcinés d'une façon intense. On eut dit la cendre encore chaude. Les pavés (0 m 105 x 0 m 105 et 0,02 d'épaisseur), étaient blancs et plus durs : un petit mur de séparation, supportant un couloir qui permettait aux serviteurs et personnes de l'intérieur, de pénétrer dans l'enceinte, nous fit penser que nous étions dans le chœur. Quatre cadavres en furent exhumés : des plaques commémoratives d'abbesses y furent relevées : elles étaient sans nul doute appliquées au mur. Selon la tradition, douze marches servaient d'escalier pour pénétrer du dehors dans l'intérieur : nous les avons découvertes dans le remblai qui entoure les cloîtres. Poussant davantage à l'est, l'ont fut arrêté par un mur assez épais probablement de l'époque primitive, puisqu'il supporte le dallage posé depuis 1568, qui en cette partie extrême est soulevé de 0 m 25 : nous sommes dans le sanctuaire. D'après le plan, il se termine en abside ou rond-point; les fenêtres étaient en plein cintre, et la toiture surmontée d'une flèche, d'après la silhouette contenue dans le portait de Marie Gaillard de La Croix. (...) Appuyée au fond du mur était une piscine, les pierres en avaient été enlevées. Nous n'avons trouvé qu'un ouvrage de maçonnerie construit avec du moellon déjà incendié, et formant un conduit ayant un mètre de profondeur, 1 m 10 de circuit latéral et 0 m 30 de largeur. Nous ne parlerons que pour mémoire d'un certain nombre de squelettes qui furent découverts en dehors de l'église; car les fouilles ne se sont pas continuées de ce côté. Les corps étaient orientés vers l'est, pour la plupart, privés de cercueils. Ils ont été recueillis avec respect, et inhumés dans le cimetière de Ver, le 15 mars dernier. Comme objets curieux, mentionnons un Christ en cuivre émaillé, du commencement du XIIIe siècle, de style byzantin, une croix d'abbesse, un anneau, des morceaux en quantité extraordinaire de verres peints d'anciens vitraux, du fer, des clous, un débris de la cloche, des poteries vertes fort nombreuses. Cette église ayant été saccagée en 1791, que pouvait-il nous rester de plus après un tel vandalisme ? »
L'abbé Guillon complète ces observations en précisant qu'un pilier existait à l'angle du bâtiment transversal qui faisait partie du vieux sanctuaire : au-dessus, dans l'intérieur d'un grenier, se voyait un bandeau de pierre, ou larmier. Il précise en outre qu'une cage d'escalier, avec ses trente-trois marches, très étroites mais très régulières, commençait au pavage de l'église, qui était en contrebas, et présentait plusieurs meurtrières, dont l'une était murée par les bâtiments du XVIIIe siècle.
L'église fut très abîmée pendant la guerre de Cent Ans. Sa restauration fut achevée en 1530. Elle fut consacrée le 30 mai 1534 par Monseigneur Louis Guillart, évêque de Chartres. À nouveau ruinée pendant les guerres de Religion, à nouveau restaurée à partir de 1568, elle fut bénite le 19 juin 1603, sous l'abbatiat de Louise Hurault, par Edmond de la Croix, abbé de Cîteaux.
Après cette dernière restauration, l'abbatiale fut dotée d'un mobilier et de boiseries, dont l'abbé Guillon nous donne une description succincte, qu'il convient de compléter avec l'inventaire public réalisé le 23 juin 1790 préalablement à la vente du monastère aux enchères. Cet inventaire indique que le maître-autel était en marbre et garni de six chandeliers de bronze, d'un tabernacle et d'un crucifix du même métal. Il constate également l'existence de deux autels collatéraux en bois, garnis chacun de deux chandeliers de cuivre et d'une croix en bois. L'abbé Guillon précise qu'un de ces autels en bois était réalisé dans le style de la Renaissance et était placé près de l'endroit où fut mise au jour la piscine avec ses conduits résistants mentionnée plus haut. L'abbaye hébergeait dans ses dépendances des menuisiers, dont certains noms de la moitié du XVIIIe siècle nous sont restés : Germain Genet, Richard etc. L'abbé Guillon pense que c'est probablement à eux que nous devons les boiseries de l'abbatiale, transférées après la Révolution, et encore installées en 1906, à la date à laquelle écrit l'abbé, dans l'église de Fontenay-sur-Eure. Celles du chœur sont ornées de feuillages, de fruits délicatement sculptés et de volutes bien fouillées. Celles de la nef, couronnant la porte d'entrée et le dessus du banc d'œuvre, se composent de larges panneaux, dont les moulures en relief encadrent les écussons armoriés, surmontés de la couronne baronniale, avec guirlandes, imitant des feuilles de laurier. De la stalle de l'abbesse, il reste un panneau parfaitement ouvragé, présentant en relief les armoiries de Louise Hurault, conservé à l'époque de l'abbé Guillon, et probablement encore aujourd'hui, dans l'église de Ver. L'inventaire de 1790 précise en outre que l'église renfermait un orgue, une horloge une chaire pour prêcher et trois fauteuils.
L'inventaire du 23 juin 1790 décrit également succinctement les objets sacrés nécessaires à l'office religieux, conservés dans la sacristie immédiatement attenante à l'église : trois calices, deux paires de burettes, un ciboire, un soleil, une croix, deux petits chandeliers, un bénitier et son goupillon, un encensoir et deux plats aux burettes, le tout en argent. Par ailleurs, étaient également conservés dans la sacristie deux chasubles, deux ornements de chappe et dalmatiques, le linge nécessaire à l'office, six chandeliers de cuivre argenté et deux petites croix également argentées.
L'église servit de nécropole pour les religieuses de l'abbaye, ainsi que pour les seigneurs de Tachainville. S'agissant des premières, dix corps furent retrouvés dans une partie très restreinte du bâtiment, à une profondeur de 60 à 80 centimètres. Ils étaient privés de cercueil et d'objets précieux, un seul conservant des traces de linceul. Si les religieuses furent nombreuses à être enterrées en ce lieu, les registres ne gardent le souvenir que de deux d'entre elles : Jacqueline Nicole, inhumée le 7 mai 1608, et Cécile Vollant, le 27 février 1611. En ce qui concerne les seigneurs de Tachainville, l'abbé Guillon indique que le corps de Nicolas-Claude de Brilhac, seigneur de Tachainville, avait été découvert à une grande profondeur sous le dallage. Mort à l'âge de 45 ans environ, il avait été inhumé le 27 novembre 1726 dans l'église extérieure, proche et vis-à-vis de la grande grille, en présence du vicaire général Guenet, et de Simon-Joseph de Tubeuf. Le 6 décembre 1725, Catherine-Jeanne Auzanet, veuve de Nicolas de Brilhac (probablement la mère de Nicolas-Claude), avait elle-même été inhumée dans l'église par ce même vicaire général.
De nombreuses reliques conservées dans l'abbatiale avaient parfois fait donner le nom d'« église aux corps saints » à Notre-Dame de l'Eau. Le 12 mai 1700 le chanoine Antoine de Sainxe d'Armeville, commissaire ecclésiastique, constata l'authentique du cardinal Gaspard Carpergo, daté de 1674, sur une boîte remplie de reliques donnée au couvent par feu la mère de Marie-Madeleine Julien, une des religieuses de l'établissement. Ces reliques furent déposées dans deux boîtes de bois doré, et exposées dans l'église extérieure. Le 9 juillet 1714 Pierre-René de Brisay, comte de Denonville, offrit à sa sœur Marie-Anne, religieuse à l'Eau et future abbesse, une relique présentée comme la tête de saint Clément martyr, enfermée dans une sorte de chasse en forme de sarcophage en bois d'ébène, rehaussée d'ornements en cuivre doré et vitrée sur ses faces. Le 6 mars 1715, cette relique fut authentifiée comme ayant été donnée par le neveu du pape. En 1722, un recollement des reliques possédées par l'abbaye mis en évidence l'existence de restes de saint Victor, qui étaient encore conservées dans l'église au moins en 1781.
L'église abbatiale fut totalement détruite peu après la Révolution.

### Le palais abbatial

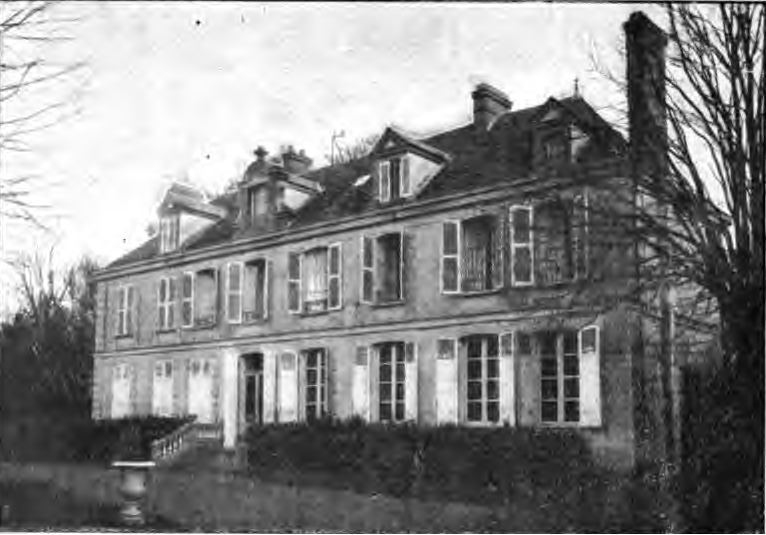
Palais abbatial de l'Eau, photographie, vers 1906.

Le palais abbatial avait été construit par l'abbesse Denise-Françoise des Moustiers de Mérinville, qui fit apposer sur le bâtiment son écusson armorié et la date de 1740. Il a survécu aux vicissitudes du temps et existe encore aujourd'hui.
Ce palais avait pour fonction de servir de demeure à l'abbesse, à sa coadjutrice, à ses parentes et à ses amies. Il communiquait avec l'église par la galerie couverte qui courait à l'intérieur du cloître. Cette maison à étage bien aérée possède de vastes pièces et des boiseries travaillées. Huit ouvertures sont au rez-de-chaussée et autant à l'étage.

### Le cloître et le bâtiment des religieuses
Du bâtiment des religieuses attenant au cloître (en bleu sur le plan supra), il reste la plus grande partie de la vaste aile orientale, perpendiculaire à l'église. L'aile collée à l'église a disparu, tout comme l'église elle-même. Cette construction est la plus importante de l'abbaye à avoir été inscrite sur la liste des Monuments historiques en 2014. Jusqu'en 2011, aucune étude sérieuse n'avait été menée sur le bâtiment, encore largement méconnu jusqu'aux grands travaux de restructuration et de réhabilitation de 2010-2011.
Dans ce cadre, M. Franck Tournadre, archéologue du bâti au sein du cabinet Arcade, a réalisé en 2011, sur demande de la Direction régionale des Affaires culturelles du Centre-Val de Loire, une étude et des relevés archéologiques de ce bâtiment. M. Tournadre a révélé, par la stratigraphie et les caractéristiques stylistiques et techniques, que l'édifice date pour l'essentiel du deuxième tiers du XIIIe siècle. Des modifications sont intervenues les siècles suivants et ce jusqu'au XXe siècle. L’analyse est complétée par une tentative de restitution des dispositions d'origine et des comparaisons formelles avec d'autres bâtiments cisterciens de ce type.

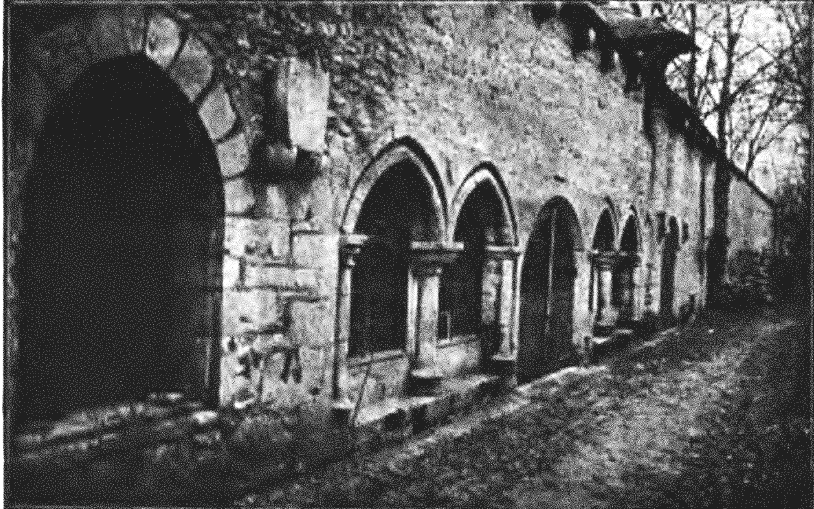
Bâtiment des religieuses, vue de la façade ouest, photographie, vers 1906.

Les façades orientale et occidentale de ce bâtiment présentent chacune deux couples de fenêtres ogivales géminées, soit un total de quatre de ces fenêtres par façade. Ces doubles fenêtres sont séparées par des colonnettes elles-mêmes géminées, qui reposent sur un soubassement formant muret, qui court tout le long de chaque couple de fenêtres. Des chapiteaux font la jonction entre les colonnettes et les voussures. Une porte sépare chaque paire de fenêtres. Chaque façade possède également, vers le nord, deux fenêtres gothiques à meneau. Ce bâtiment présente en outre diverses autres ouvertures, fenêtres ou portes, la plupart en ogive simple, moins intéressantes du point de vue architectural.
Dans le bâtiment des religieuses, se trouvaient le chapitre et la bibliothèque. Lors de l'inventaire du 23 juin 1790, on a dénombré 420 volumes conservés dans cette bibliothèque, essentiellement des ouvrages religieux. On accédait au dortoir, situé à l'étage, par un escalier en pierres de Berchères. Au bout de ce dortoir se trouvait l'infirmerie moderne, dont il ne reste que les conduits de cheminée en poterie sculptée. À l'extrémité de cette infirmerie se trouvait un petit oratoire dominant le chœur de l'église, grâce auquel les malades pouvaient suivre l'office religieux. Attenant à l'infirmerie il existait une pièce appelée chapelle des morts, destinée à recevoir les corps des religieuses décédées aussitôt après leur mort, afin de ne pas les laisser dans l'infirmerie avec les sœurs malades. C'est également dans cette pièce qu'on préparait ces corps pour l'inhumation. Un lavatorium, bassin allongé, situé dans cette pièce ou à proximité, permettait de laver ces corps avant de les habiller pour la cérémonie funèbre. Les sœurs étaient enterrées selon leur rang, dignitaire ou simple religieuse, soit dans le chœur de l'église, dans les nefs, mais aussi sous les galeries du cloître ou dans le cimetière commun.
Le long du cloître, se trouvaient également plusieurs bâtiments (en rouge sur le plan supra) : le réfectoire, le bâtiment des données, sœurs converses et domestiques ainsi qu'une chapelle domestique.

### Le portail d'entrée

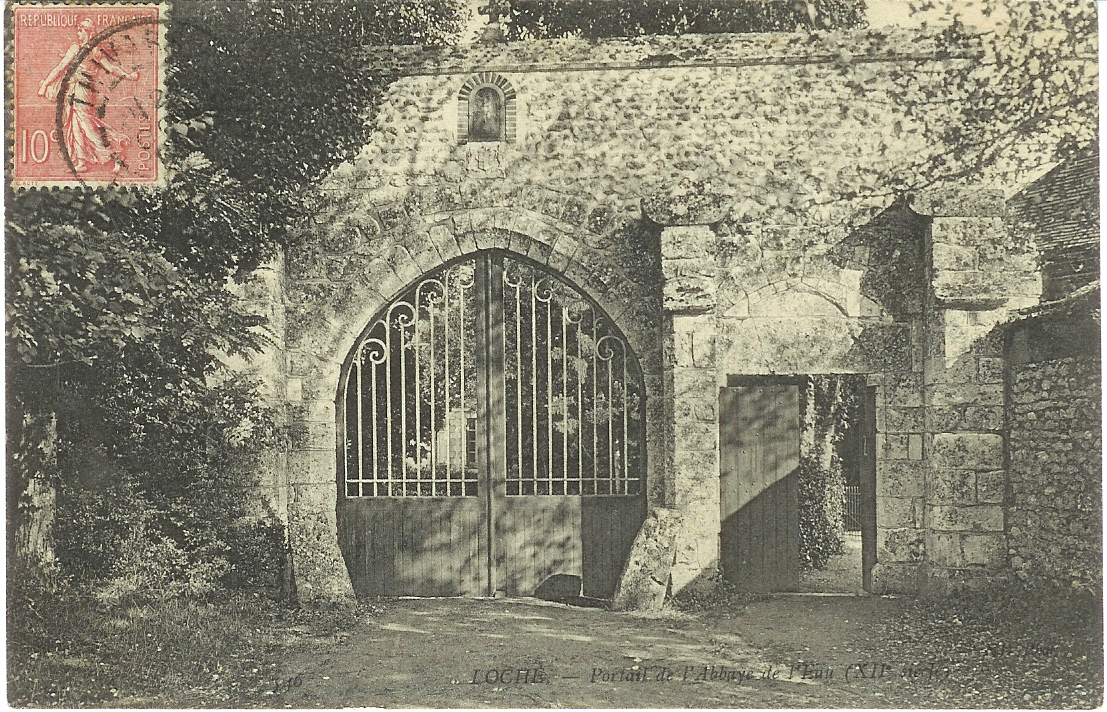
Portail d'entrée de l'abbaye, XIIIe siècle, carte postale avant 1905.

Le portail d'entrée de l'abbaye subsiste encore aujourd'hui. Il fait partie des bâtiments de l'établissement inscrits sur la liste des Monuments historiques en 2014.
Comme pour le bâtiment des religieuses, l'archéologue F. Tournadre a réalisé une étude et des relevés archéologiques de la porte d'entrée. La porte est double : sur la gauche une grande ouverture en ogive, destinée à laisser passer chevaux et carrioles; sur la droite une petite entrée rectangulaire, qui semble cependant avoir été initialement également en ogive, destinée à laisser passer les personnes à pied. Selon la projection de M. Tournadre, toute la partie basse, c'est-à-dire les portes en elles-mêmes, datent du deuxième tiers du XIIIe siècle. Elles sont rehaussées d'une sorte de petit mur rajouté pour l'essentiel au XIXe siècle.
Cette porte d'entrée, massive et lourde, avec pilastres en partie engagés, avait été bâtie pour servir de défense en cas d'attaque.
Le cartulaire de l'abbaye en fait souvent mention. Ainsi, la charte CXII datée du 12 septembre 1294 indique qu'une bagarre étant intervenue entre deux hommes à l'intérieur du périmètre de l'abbaye, des hommes du chevalier Robert de Chartres, seigneur de Ver, vinrent à la porte et s'emparèrent de ces hommes pour les mener dans une prison de Robert, à Loché. L'appréhension de ces hommes fut faite contre la volonté de l'abbesse. Celle-ci avait en effet tout pouvoir de haute, moyenne et basse justice sur le territoire de son abbaye. La charte acte la reconnaissance officielle par Robert que ses hommes, qu'il désavoue, avaient commis une erreur et que lui, Robert, seigneur de Ver, n'avait aucun droit à l'intérieur de l'enceinte de l'abbaye.
La porte d'entrée est mentionnée dans d'autres documents. Ainsi, les registres de l'état-civil de Barjouville rapportent que la sœur Le Juge, cellérière de l'abbaye, trouva en 1713 un enfant abandonné devant le portail. Celui-ci fut recueilli et baptisé dans l'église de Barjouville.

### Autres constructions

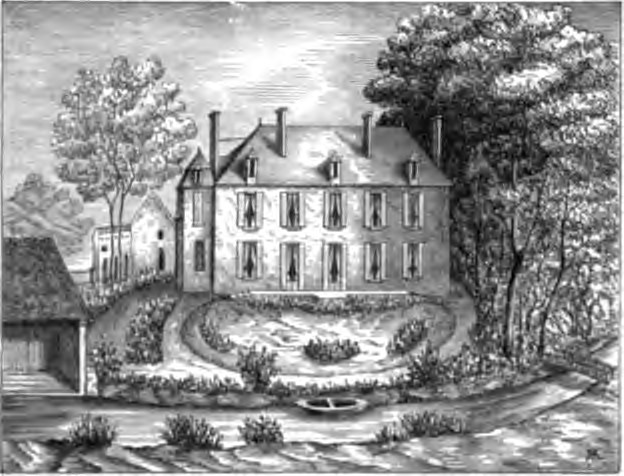
Maison des Dames du Chœur, ou Petite abbaye, gravure, date indéterminée.

On peut citer parmi les autres bâtiments de l'abbaye dont des descriptions nous sont parvenues :
- Maison des Dames du Chœur

Cette maison hébergeait la prieure, la cellérière, la dépositaire, l'infirmière et la sacristine. Elle a aujourd'hui disparu.
Elle apparaît de manière résiduelle sur le plan de Quévanne de 1792. Elle se situait à l'est de la Cour des religieuses, à l'emplacement de la Petite abbaye. La population locale l'appelait l'infirmerie. Elle renfermait de vastes pièces, pouvant servir de dortoirs. Elle était entourée de jardins et de vergers, et une longue rangée de platanes séculaires l'agrémentait. De l'est, on y accédait par une allée de tilleuls antiques.
Elle fut vendue séparément des autres bâtiments conventuels. Elle appartint d'abord à Madame d'Artoire et Madame de Lorville, puis fut acquise par M. La Margot, fabricant de lainages, pour la somme de 14000 livres. Ce dernier s'étant retiré à Tours, céda la Petite abbaye en 1840 à M. Lhomme, quincailler originaire de Paris. Il la vendit lui-même à un certain M. Grosmüller, qui ne la garda pas longtemps. M. Bahiana, riche industriel brésilien, qui avait déjà acquis ce qui restait des bâtiments conventuels principaux (cf. supra) réunit très provisoirement les deux parties séparées du domaine. Cependant, peu après 1885, la Petite abbaye fut cédée à M. Belloir. Elle appartint enfin à M. Mandement, puis à Madame Lambert, pendant une dizaine d'années. En 1906, l'abbé Guillon écrit qu'elle était nullius. On ne sait à quelle époque les bâtiments furent détruits.
- Caveau

Pendant le Moyen Âge, les mères abbesses étaient inhumées dans l'abbatiale. Mais par la suite, elles furent enterrées dans un caveau spécialement destiné à recevoir leurs dépouilles. L'emplacement de ce caveau n'est pas précisément identifié. L'abbé Guillon, au début du XXe siècle, le plaçait « non loin des cloîtres, et plus bas », où était située une crypte assez enfoncée dans la terre, fermée par une grande porte cintrée. Cette crypte fut fouillée succinctement. Mais seuls quelques ossements et des débris d'incendie y furent trouvés.
- Ferme de l'Eau

Une ferme avait été bâtie à l'intérieur même des murs de l'abbaye. Quatre grands bâtiments en formaient le corps, à l'ouest du couvent (en vert sur le plan supra). Elle était séparée de l'enceinte religieuse et claustrale par un mur étanche. La porte d'entrée de l'abbaye donnait sur la cour de cette ferme, au nord. Au sud, une autre porte permettait d'assurer le service de ladite ferme.
Les bâtiments recouvraient des écuries, étables, granges, bluteries, pressoir, four et bergeries. Ils nécessitaient un personnel considérable, qui se mariaient à l'église paroissiale, mais étaient enterrés dans le cimetière de l'abbaye.
Comme on l'a vu, on décida le 3 mai 1792 de construire un grand mur pour séparer les bâtiments conventuels de la ferme de l'Eau attenante, dans la perspective de vendre cette dernière. En fait, la construction de ce mur ne s'est pas faite immédiatement, celle-ci étant à la charge de l'adjudicataire de la ferme. Le 12 mai de la même année, l'affiche suivante fut placardée pour la vente d' « une ferme à l'Eau, bâtiments nécessaires au fermier, 162 setiers 2 minots de terre labourable, 4 arpents 80 p. de pré en une pièce, 1 arpent 33 p. à la prairie de Ver, 1 arpent 18 p. de pâture à la Varenne, le tout affermé par la municipalité venderesse à Bouteiller pour 3 ans moyennant 10 714 livres de fermage, payables à Noël et à Pâques : plus 7 arpents de bois blanc et 11 arpents de bois taillis. ».
L'abbé Guillon indique que ces bâtiments avaient été démolis « récemment », soit peu avant 1906.
- Canal du Boisseau

Si le cours de l'Eure, rivière qui a donné son nom à l'abbaye de l'Eau, formait la frontière sud de domaine monacal, pendant longtemps l'adduction d'eau n'était pas assurée jusqu'à son cœur. Ainsi au XVIIe siècle, le long canal dit du Boisseau fut creusé. Cette dérivation nécessita l'autorisation des moines de Saint-Père-en-Vallée car l'Eure coulait dans la censive de cette abbaye. Cependant ils exigèrent que la captation d'eau ne dépassât pas la mesure d'un boisseau (d'où son nom), équivalent à 15 litres, et que cette dérivation soit à nouveau réunie à l'Eure en aval. En amont du canal, au point de dérivation, une pierre immense qui servait de pont au tout début du XXe siècle servait à mesurer le boisseau.

### Dépendances extérieures
L'abbé Guillon donne une liste des principales dépendances de l'abbaye Notre-Dame de l'Eau situées hors de ses murs.
- Ferme des Nonnes

Cette ferme était située à l'ouest de Berchères. Il s'agissait d'une dépendance très ancienne de l'abbaye de l'Eau. Elle tirait son nom de cette dépendance. Elle exploitait des terres considérables, ainsi que le montrent des actes conservés dans le cartulaire de l'abbaye : celles de Nicolas d'Ivry, vendues à l'abbaye en 1229 (charte XIV), celles d'une certaine Amelina, données en 1257 (charte IV), celles de Guillaume de Fernage, situées à Mons, vendues en 1259 (charte LVIII), celles de Girard de Chartres, données en 1261 (charte LXIV). Des granges spacieuses avaient été construites à mi-côte, pour y entreposer les nombreuses récoltes des Monts et de la vallée de Bras, avec sa pérée, son vignoble, et ses nombreux troupeaux de moutons.
Des hostises, chaumières habitées par des paysans moyennant redevance, dépendaient de cette ferme. Elles étaient situées à Ermenonville-la-Grande, à Rosay (près de Bailleau-le-Pin), à Sandarville et à Nogent-le-Rembert.
Les fermiers transportaient dans ces greniers les muids de blé fixes pour le paiement des terres. Ces paiements intervenaient aux dates suivantes : à la saint Rémi, à la Toussaint, à la saint Martin, à la saint André, à l'Épiphanie, aux Rameaux, à Pâques, à la saint Jean-Baptiste, à la saint Laurent. Pour les fermiers situés à Corancez, un autre paiement était dû à l'Assomption.
À la Révolution, les terres, notamment celles données par Girard de Chartres, furent vendues aux enchères. La ferme d'Ermenonville-la-Grande, avec neuf muids de terre, fut adjugée pour 34 100 livres. Sept setiers de terres situées à Saint-Loup, non loin d'Ermenonville, furent adjugés à un fermier local pour 2 420 livres. Non loin de là, à Boncé, une métairie appartenant à l'Eau fut cédée avec 45 setiers pour 8 850 livres.
- Moulin de La Fosse

Le moulin de La Fosse, situé à Loché, hameau aujourd'hui dépendant de la commune de Ver-lès-Chartres, avait été acheté par l'abbaye à un certain Émery de Louville (Hemericus de Loevilla), soldat, en 1236 (charte XXV). L'acte de vente concerne en réalité deux moulins et plusieurs pièces de terre. Or, un certain Geoffroy de Meslay, également soldat, conservait des droits sur le second moulin. Le chemin de Loché à Thivars, par Prés Hauts, servait de délimitation entre les possessions de l'abbaye et celles de ce Geoffroy. Les religieuses possédaient la roue et les bâtiments se trouvant du côté des grands prés. Les deux parties se partageaient les charges des réparations et les droits sur les esseaux (c'est-à-dire les portes situées sur la rivière, par lesquelles les bateaux passaient). Cette copropriété n'allait pas sans poser des difficultés. En effet, lorsque le flux de l'Eure était important, les deux roues pouvaient tourner. Mais lorsque le débit était trop faible, chaque roue devait tourner à tour de rôle. Geoffroy de Meslay finit en conséquence par céder ses droits à l'abbaye en juillet 1274, moyennant 80 livres de monnaie courante (charte LXXXII). Ce bien de mainmorte fit l'objet d'un amortissement payé en 1276 à Pierre, comte de Chartres et d'Alençon, et d'un autre payé en 1280 à Gaucher, vicomte de Chartres. Pendant tout le Moyen Âge, les religieuses de l'Eau exploitèrent elles-mêmes le moulin de La Fosse.
Par la suite un litige opposa les religieuses de l'Eau et le seigneur de Loché, Pierre Lambert, écuyer, qui possédait son propre moulin sur l'Eure, « à deux traits d'arc » de celui de La Fosse. Les esseaux qu'avait construits ce seigneur étaient trop hauts et les lançoirs (c'est-à-dire les pales) de son moulin étaient trop longs, ce qui entraînait que le moulin de La Fosse ne disposait pas de suffisamment d'eau pour fonctionner correctement. Le 23 juin 1487 Michel Grenet, bailli de Jacques de Vendôme, vidame de Chartres et prince de Chabanais, condamna le seigneur de Loché à réduire de sept pouces les lançoirs de son moulin.
À la Révolution, le moulin de La Fosse et les prés jouxtant ce moulin furent vendus aux enchères le mardi 1er février 1791 pour 18 600 livres. L'enchère de départ était de 11 600 livres.
- Moulin de Boisseau

Les religieuses construisirent un moulin sur le canal du Boisseau, dont on ne sait pas grand chose.
- Ferme du Rosay

En 1283, les religieuses de l'Eau acquirent la ferme du Rosay, à Bailleau-le-Pin. En échange de l'exploitation de cette ferme, elles devaient payer une rente de six setiers de blé à la maladrerie d'Iliers, propriétaire. Elles eurent parfois des difficultés à payer cette rente, notamment en période de guerre et d'épidémie. Ainsi par exemple, le jeudi 16 mai 1477, Robert Giroust, clerc bachelier en droit et maître de la maladrerie, remit gracieusement tous les arrérages dus par l'abbaye de l'Eau au titre de l'exploitation de cette ferme.
Lorsqu'éclata la Révolution, les religieuses de l'Eau possédaient deux fermes au Rosay. Elles furent vendues aux enchères devant la mairie de Bailleau-le-Pin et adjugées, avec 18 muids de terre, pour 49 500 livres.
- Hôtel de la Treille

À Chartres, l'abbaye de l'Eau détenait, au tertre Saint-André un hôtel appelé « la Treille ». Il comprenait une cour, des jardins et des caves. Il attenait au collège et à la ruelle des chevaux. Cet immeuble fut vendu par les religieuses, avec la permission de Cîteaux, à un certain Dubaste contre 80 livres de rente. Sa veuve, Jeanne Dubaste, le céda le 27 avril 1618 aux Minimes pour sept mille livres payées en présence de l'évêque de Chartres, Philippe Hurault de Cheverny, d'Estienne Simon, lieutenant, et de Louis de La Loustoire, conseiller au présidial de Chartres.
- Oratoire de l'Eau à Chartres

À Chartres, non loin et en contrebas de l'Hôtel de la Treille, près des Ponceaux, aujourd'hui rue de la Corroierie, les religieuses de l'Eau possédaient une maison dite salle du Refuge. C'est dans cette maison que les religieuses s'installèrent provisoirement pour échapper aux destructions de la guerre de Cent Ans. De grands jardins en terrasse montaient de cette maison vers la rue Moutonnière. Après la destruction du clocher construit dans cette maison sur ordre du chapitre cathédral (cf. supra), les moniales ne conservèrent à cet emplacement qu'un simple oratoire.
- Autres dépendances identifiées

À Chartres, les religieuses de l'abbaye de l'Eau possédaient en 1519 un étal de boucherie « joignant à l'huis par lequel on monte à la poissonnerie ».
Sur le territoire de Saint-Laumer de Luisant, les religieuses de l'Eau possédaient au lieu-dit clos de Vauparfonds huit arpents et demi de vigne. Un certain Henry Leroy leur vendit sept arpents de vignoble supplémentaires avec cuves et charniers et Jeanne, comtesse d'Alençon, ajouta en 1285 douze arpents de plus.
Les religieuses de l'Eau possédaient également des vignes au lieu-dit clos de l'Orme Aiguillon, dont la localisation n'est pas davantage précisée. Ces vignes correspondaient à cinq propriétés, cédées par des particuliers, qui formaient en tout neuf quartiers et demi. Chaque quartier se vendait de douze à dix-huit sous et produisait un demi-baril, ou costeret, soit l'équivalent de 252 litres.
Enfin, l'abbaye de l'Eau possédait deux étaux de boucherie à un emplacement indéterminé, donnés en 1257 par la dame Amelina (celle-là même qui donna, toujours en 1257, des terres à la ferme des Nonnes - cf. supra).

## Organisation

### L'abbesse

#### Fonctions et prérogatives de l'abbesse

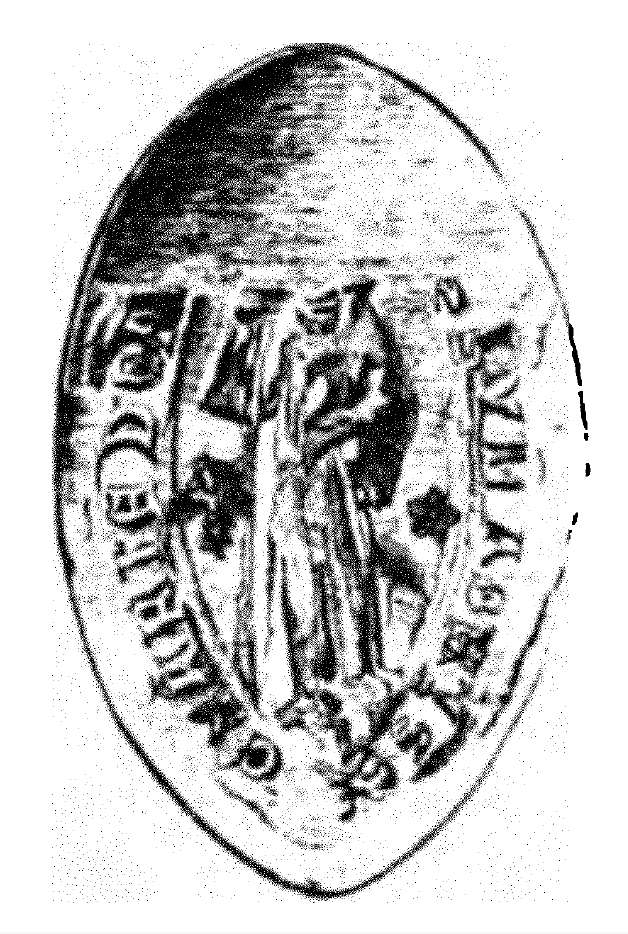
Sceau de l'abbaye Notre-Dame de l'Eau du XIIIe siècle.

La plus ancienne mention de l'abbesse de l'Eau date de 1228, année au cours de laquelle elle traita avec un certain Nicolas d'Ivry. Le nom de cette abbesse n'est pas précisé dans cet acte. L'abbesse appartenait la plupart du temps à la noblesse car il fallait un nom et des titres pour faire respecter les droits de l'abbaye au regard des prétentions des seigneuries voisines, et notamment celle de Ver.
Dans un premier temps élue et confirmée par l'Ordre, l'abbesse fut à partir de 1540 nommée par le roi.
Les insignes distinctifs de la charge abbatiale étaient la crosse, reproduite partout, le livre des règles, représenté sur quelques sceaux, la croix et l'anneau. Selon Louis Douët d'Arcq, sur la plupart des sceaux, l'abbesse est debout avec sa crosse et son livre, « accompagnée d'une fleur de lys à dextre, et d'une quinte feuille à senestre » et la devise était  « Sigillum abbatisse beate Maria de Aqua... ». Le sceau de l'abbaye était distinct de celui de l'abbesse.
Il appartenait à l'abbesse de recevoir les religieuses et leurs vœux, de choisir une coadjutrice et des conseillères et d'administrer le monastère. Elle recevait les dons et signait les baux de ses fermiers. Pour la sûreté des actes, et notamment des donations et des concessions de privilèges, certains étaient signés par les personnages les plus puissants du pays, et même parfois par les rois de France. Comme signataires des chartes concernant l'abbaye Notre-Dame de l'Eau on peut citer comme intervenant régulièrement ès qualités : l'official du chapitre, et parfois l'abbé lui-même, de Saint-Père (abbaye voisine en liens étroits avec l'Eau); le comte ou la comtesse de Chartres (les comtes de Chartres ayant fondé l'abbaye et étant ses protecteurs naturels); le vidame de Chartres (représentant l'évêque, l'abbaye de l'Eau relevant du diocèse de Chartres). On peut citer également comme signataires ponctuels les personnes suivantes : le prévôt Robert; le bailli Guillaume de Saint-Sanleu; les prieurs de Beaulieu et de Loché en 1244 ; le roi saint Louis à Vincennes en 1260 ; le roi Philippe III à Paris en 1277 ; Charles de la Marche, futur roi Charles IV, en 1316.
Elle gérait, en déléguant cette gestion à la sœur cellérière, le revenu de l'abbaye, qui atteignait en 1736, selon le pouillé du diocèse de Chartres pour cette année, environ quatre mille livres. L'argenterie, les titres, les papiers, les meubles, les chevaux, les carrosses, les domestiques, étaient à la disposition et sous la main de l'abbesse.
L'abbesse exerçait aussi les privilèges de haute, moyenne et basse justice concédés à la création de l'abbaye, comme on l'a vu.
Au spirituel, l'abbesse avait juridiction sur les religieuses de l'abbaye de l'Eau et était chargée de faire respecter scrupuleusement la règle cistercienne. Le culte était assuré par des prêtres extérieurs.

#### Liste des abbesses
Source : La liste des abbesses de Notre-Dame de l'Eau est établie principalement, sauf mention contraire en note, selon Honoré Fisquet, La France pontificale, etc., op. cit. infra, elle-même essentiellement reprise de la Gallia Christiana. Elle contient les noms des 20 abbesses recensées entre la fondation de l'abbaye et la Révolution. Les noms de certaines abbesses, notamment du Moyen Âge, ne nous sont cependant pas parvenus, et cette liste est donc lacunaire.
À cette liste il convient d'ajouter une vingt-et-unième abbesse identifiée par l'abbé Guillon et mentionnée dans une charte qui était conservée à l'abbaye Notre-Dame de l'Eau. Il s'agit de l'abbesse Mahaut, en 1282.
| Rang | Portrait/Blason | Abbatiat                              | Abbesse                                                                       | Notes |
| ---- | --------------- | ------------------------------------- | ----------------------------------------------------------------------------- | --- |
| 1    |                 | ment. novembre 1250, 1256             | Marguerite                                                                    | La première abbesse de Notre-Dame de l'Eau dont le nom nous soit parvenu avait prêté serment à Matthieu Deschamps, évêque de Chartres, dans les termes suivants : « Ego soror Margarita, abbatissa beate Marie de Aqua, Cisterciensis ordinis, subiectionem, reuerentiam et obedientiam a sanctis patribus institutam secundum regulam sancti Benedicti tibi, pater Mathee, episcope Carnotensis, tuisque successoribus canonice substituendis, et sancte sedi Carnotensi, salvo ordine meo, perpetuo me exhibituram promitto et hoc manu propria consigno † ». Marguerite est mentionnée en novembre 1250 dans un acte du cartulaire de l'abbaye de Fontaine-Guérard. En mars 1255, elle délivra sous son nom une charte relative à l'amortissement par l'abbé de Saint-Père de la dîme acquise de Regnaud, maire de Saint-Père : « Omnibus soror Margarita abbatissa B. Maria de Aqua, ordinis Cisterciensis ». |
| 2    |                 | ment. 8 juillet 1282                  | Mahaut                                                                        | Mentionnée dans la charte XC du cartulaire de l'abbaye Notre-Dame de l'Eau. Cette abbesse est omise dans la liste de la Gallia Christiana reprise par Honoré Fisquet. |
| 3    |                 | ment. 1361, 1372                      | Jeanne Ire                                                                    | Mentionnée notamment dans la charte CXVII du cartulaire de l'abbaye Notre-Dame de l'Eau de 1361 relative à l'amende due par les religieuses de l'Eau au chapitre cathédral de Chartres du fait de la construction sans permission de celui-ci d'un oratoire dans leur maison urbaine. |
| 4    |                 | ment. 1375, 1378                      | Pierrette Ire de Franconville (ou Pétronille Ire, ou Pernelle, ou Perrette)   | Elle était la sœur de Jean le Chambellan. |
| 5    |                 | ment. 1382, février 1396              | Gillette Hardi (ou Gilles, ou Égidie)                                         | Cette abbesse est mentionnée dans quatre quittances datées de 1382, du 11 février 1387, du 12 septembre 1389 et du 20 juillet 1390. |
| 6    |                 | 1er octobre 1398 - ment. 7 avril 1416 | Marie Ire de Bercis                                                           | |
| 7    | [ 68 ]          | ment. 1424, 1432                      | Jeanne II de Pressigny                                                        | |
| 8    |                 | 27 janvier 1434 - 1459                | Pierrette II Maréchal (ou Pétronille II)                                      | Instituée abbesse le 27 janvier 1434 par l'abbé de la Cour-Dieu, par délégation de l'abbé de Cîteaux. |
| 9    |                 | 1er janvier 1460 - ment. 1499         | Jeanne III de la Pralière (ou de la Praslière)                                | Elle appartenait à une vieille famille de Bouvry. Elle prêta serment d'obéissance à Milon d'Illiers, évêque de Chartres, dans la chapelle de l'évêché, le 1er janvier 1460, en présence notamment de Jean II Jourdain, abbé de Saint-Père-en-Val, et de Michel, abbé de Josaphat. Jeanne III de la Pralière est également mentionnée dans un acte du 10 mai 1479. |
| 10   |                 | 1501 - 1511                           | Marie II de la Pralière (ou de la Praslière)                                  | Mentionnée comme religieuse au sein de l'abbaye Notre-Dame de l'Eau en 1480. |
| 11   |                 | 9 octobre 1511 - † 1539 ou 1540       | Élisabeth Ire Laurent (ou Isabelle Ire)                                       | Élue le 9 octobre 1511. Elle louait le 30 juin 1533 le moulin de la Fosse. Sous son abbatiat, le 30 mai 1534, l'évêque de Chartres Louis Guillart consacra l'église abbatiale. |
| 12   |                 | ment. 23 avril 1541 - † 1575          | Élisabeth II Chapelain (ou Isabelle II)                                       | Elle était la sœur de Jean Chapelain, premier médecin du roi. Elle est mentionnée comme simple religieuse à l'Eau en 1540. Elle fut la première abbesse qui obtint l'abbaye par nomination royale. Le premier acte dans lequel elle apparaît en tant qu'abbesse est un bail du moulin de la Fosse du 23 avril 1541. Décédée en 1575, elle fut inhumée le 28 juin de cette année chez les Cordeliers et le 15 juillet suivant, les religieuses faisaient les octaves pour l'abbesse. |
| 13   | [ 73 ]          | 18 août 1575 - † 2 mai 1616           | Louise Hurault                                                                | Née en 1549, elle était apparentée aux familles des Hurault et des Cheverny, connus alors dans le pays chartrain, puisque certains de leurs membres occupaient l'évêché de Chartres, le siège abbatial de Saint-Père et le gouvernement de la ville de Chartres. Elle était la fille de Jacques Hurault, seigneur de Saint-Denis et de Villeluisant, et de Marie Hurault de Cheverny, ainsi que la sœur de Denis Hurault, évêque d'Orléans de 1584 à 1586, et la nièce de Philippe Hurault de Cheverny, chancelier de France et gouverneur de Chartres (frère de sa mère). Ce dernier, alors qu'il se rendait à Blois le 2 août 1584, vint sans s'arrêter à Chartres rendre visite à sa nièce à l'abbaye. Il y soupa. Quatre échevins de la ville vinrent lui offrir du vin, conformément à la tradition. Louise Hurault professa ses vœux dans l'abbaye de la Guiche en 1567. Décédée le 2 mai 1616, elle fut inhumée le 4 de ce mois. |
| 14   | [ 74 ]          | 1616 - † 25 septembre 1660            | Marie III Gaillard de la Croix                                                | Elle appartenait à la famille Gaillard, des seigneurs de La Morinière-en-Blésois, liée aux Hurault de Cheverny. Avant de devenir abbesse de l'Eau, sur les instances du comte de Cheverny, Marie Gaillard de la Croix avait été religieuse à l'abbaye de la Guiche. Elle fut accusée de négliger son couvent, tant au spirituel qu'au temporel. Des visites furent ordonnées et un réquisitoire de 36 pages fut rédigé contre elle par un des vicaires généraux de Cîteaux. On lui adjoignit sa propre nièce, Angélique Hurault de Cheverny, comme coadjutrice. Mais celle-ci ne fit qu'attiser la discorde et instigua au transfert de sa tante, le 28 février 1639, à l'abbaye des Vaux-de-Cernay. Un arrêt du grand conseil, en date du 12 septembre de cette même année, la rétablit sur son siège abbatial. Elle revint, dit-on, « à mains armées ». Chassée quatre jours plus tard en vertu d'un arrêt du conseil d'État, elle se réfugia chez M. Tardieu d'Armenonville. Elle fut enfin rétablie par une sentence du conseil de l'Ordre de Cîteaux le 28 juin 1640. Frappée d'interdit néanmoins par ce même conseil le 18 mars 1642, elle fut confinée dans son palais abbatial. Elle vit en outre sa communauté dissoute et les religieuses reléguées à Chartres jusqu'à son décès. On ne sait toutefois si ce dernier arrêt fut mis à exécution. |
| 15   |                 | 1660 - † 1670                         | Angélique Hurault de Cheverny (ou Geneviève-Angélique Hurault de Cheverny)    | Elle était la petite-cousine de l'abbesse Louise Hurault et la nièce de l'abbesse Marie III Gaillard de la Croix. Elle fut également la coadjutrice de cette dernière dès la profession de ses vœux au couvent des Ursulines d'Orléans (1638). Angélique Hurault de Cheverny est mentionnée dans plusieurs actes. En 1661, elle passait un accord avec Philippe de Montigny au sujet de deux muids de blé à prendre à Brétigny. Deux quittances signées par l'abbesse sont conservées à la Bibliothèque nationale : une du 18 novembre 1666 et une autre du 5 janvier 1670. L'abbesse obtint en 1666 que Notre-Dame de l'Eau fût exemptée de la taxe extraordinaire de deux millions cent cinquante mille cent soixante quatre livres levée sur le clergé. |
| 16   |                 | 1670 (ou 1671) - † 1678               | Françoise du Plessis-Chivrai (ou du Plessis de Chivray)                       | Coadjutrice de la précédente en 1668. Il nous reste de cette abbesse une quittance, datée du 18 octobre 1672, et signée comme suit : « Sœur Françoise A. de Chivré, abbesse de l'Eau ». |
| 17   |                 | 2 décembre 1678 - † 30 juin 1703      | Marie-Claire de Canonville-Raffetot (ou de Canonville de Raffetot)            | Coadjutrice de la précédente en juillet 1676. Elle était la fille d'Alexandre de Raffetot et de Françoise de Choiseul-Praslin. Avant juillet 1676, elle était religieuse au couvent Notre-Dame de Troyes. L'abbesse est mentionnée dans deux quittances du 17 novembre 1679 et du 18 mars 1681, et dans une quittance de 1703, signée « Marie de Canonville, abbesse ». |
| 18   |                 | 17 août 1703 - † 8 janvier 1720       | Anne de Rouvroy (ou Anne de Rouvray)                                          | Elle fut d'abord religieuse de l'abbaye Saint-Antoine de Paris. Elle fut nommée abbesse de Notre-Dame de l'Eau par brevet royal du 17 août 1703, sur la présentation du duc d'Orléans. Il est conservé d'elle treize reçus sur papier, dont le dernier est daté du 25 janvier 1718. |
| 19   |                 | 1720 - † 26 avril 1732                | Marie-Anne de Brisay de Denonville                                            | Elle naquit en 1685 à Québec. Son père, Jacques-René de Brisay, marquis de Denonville, était en effet gouverneur de la Nouvelle-France. Elle professa ses vœux à l'abbaye Notre-Dame de l'Eau le 22 janvier 1705 grâce à l'intercession de son oncle Bernard de la Villeneuve, chanoine de Chartres. Ses témoins furent R. de Brisay de Denonville; Anne de Brisay, abbesse; M.-A. de Brisay; H. de Brisay; P.-R. de Brisay de Denonville; C.-L. de Rogres de Champignelles; Chartrine Courtoi de Denonville; Cl.-M. de Brisay de Champignelles. Elle devint coadjutrice de l'abbesse Anne de Rouvroy en 1716, puis elle-même abbesse en 1720. Plusieurs actes de cette abbesse sont conservés : une quittance datée du 7 mai 1719, signée d'une écriture belle, grande et ferme « sœur Marie-Anne de Brisay de Denonville, coadjutrice »; un acte du 25 janvier 1721, qu'elle signe en tant qu'abbesse; un acte du 9 mai 1722 par lequel l'abbesse s'obligeait envers le seigneur de Tubeuf à poser une grille à la chute du cours d'Eau Le Boisseau afin que ce seigneur puisse pêcher dans ce cours d'eau. Elle mourut de la variole à l'âge de 47 ans. |
| 20   |                 | 25 juillet 1732 - † 29 janvier 1759   | Denise-Françoise des Moustiers de Mérinville (ou des Monstiers de Mérinville) | Elle était la fille de Charles de Monstiers, comte de Mérinville et de Rieux, issu d'une des plus anciennes familles de Savoie, apparentée aux familles de Nerestan et de Beaufort. Son frère Charles-François fut évêque de Chartres de 1710 à 1746. Avant d'être nommée abbesse de Notre-Dame de l'Eau par brevet royal de Louis XV, elle était à la tête du couvent des Ursulines de Mantes (ou de Mende). C'est le blason de cette abbesse qui est gravé sur la façade septentrionale du palais abbatial; il porte : écartelé au 1 et au 4 d'argent, à trois fasces de gueules, au 2 et 3 d'azur à deux lions d'or passant l'un sur l'autre (la volute de la crosse surmonte ces armes). L'abbesse est mentionnée dans plusieurs actes. Ainsi, son nom apparaît à l'occasion du dépôt auprès du greffe de Chartres de la première liste des novices de l'abbaye, conformément à la déclaration royale du 9 avril 1736. En 1738, elle dressa un inventaire des archives de l'abbaye de l'Eau. Le 1er mai 1750, elle fit appel à l'Administration des Eaux et Forêts car un pont dit du Muret était inutilisable, submergé par les eaux. Le 15 février 1751, elle signa une intéressante déclaration, par laquelle elle affirmait que les titres et papiers conservés par l'abbaye avaient été détruits dans les guerres civiles et que Notre-Dame de l'Eau avait été dispensée d'en justifier l'origine par lettres patentes du 13 juin 1530, 30 août 1649 et 15 juillet 1723. Dans ce même acte, elle dresse un état des recettes et des dépenses de l'abbaye pour l'année 1750. On apprend notamment que l'abbaye avait à cette époque une centaine de bouches à nourrir par jour, dont 27 sœurs professes, 13 sœurs converses, 7 pensionnaires, 20 domestiques (valets, servantes, gens de journée). |
| 21   |                 | février 1759 - 22 juillet 1792        | Thérèse-Françoise-Gabrielle de Vauldrey                                       | L'abbesse de Vauldrey est issue d'une famille ancienne. Un certain Claude de Vauldrey aurait affronté le chevalier Bayard dans une joute en 1494. Lors de ce combat, ce dernier aurait touché son écu. Le blason de la famille portait j'ai valu, je vaux, je vaudrai, en référence aux trois terres possédées par celle-ci : Valu, Vaux et Vaudray. D'abord abbesse de Beauvoir, Thérèse-Françoise-Gabrielle de Vauldrey fut nommée par le roi en février 1759 abbesse de Notre-Dame de l'Eau. Dernière abbesse, l'ultime quittance que nous avons d'elle date du 23 août 1791. Elle était âgée de 75 ans le 23 juin 1790. On lui enjoignit de quitter l'abbaye avec les dernières religieuses le 22 juillet 1792. Elle dut choisir des meubles parmi les quatre chambres du palais abbatial, puis quitta définitivement le couvent avec les autres moniales le 26 septembre suivant. Elle se retira à Saint-Chéron en compagnie d'une sœur converse, Marie-Louise Durand. Elle mourut vers 1798. |

### Les sœurs dignitaires
Certaines sœurs exerçaient des fonctions qui les plaçaient parmi les dignitaires de l'abbaye.
Au premier rang se trouvaient la prieure (remplacée ultérieurement par la coadjutrice) et la cellérière. Elles partageaient certaines fonctions de l'abbesse. Les décisions se prenaient à la pluralité des voix. La prieure secondait l'abbesse et tenait le deuxième rang au sein de l'abbaye. La cellérière administrait les biens de l'abbaye et était chargée de pourvoir aux nécessités matérielles des religieuses (nourriture, vêtements, etc.). Elle devait rendre compte de sa gestion à l'abbesse tous les trois mois.
Comme on l'a vu, d'autres sœurs exerçaient également des fonctions particulières : la dépositaire, l'infirmière et la sacristine.

### Les sœurs religieuses
Les simples religieuses étaient divisées en deux catégories : les professes et les converses. Elles respectaient les règles du silence, de la lecture et du travail manuel. Leur nombre (abbesse et dignitaires comprises) oscillait selon les époques généralement entre 35 et 45. Cependant, pendant les périodes de guerre et de crise, ce nombre était bien plus réduit. Ainsi, les sœurs de l'abbaye de l'Eau furent parfois réduites à huit professes seulement. Une déclaration de l'abbesse Denise-Françoise des Moustiers de Mérinville du 15 février 1751 (cf. supra la liste des abbesse), indique qu'à cette époque, l'abbaye comptait 27 professes et 13 converses, et qu'elle devait nourrir chaque jour une centaine de personnes. Par ailleurs, l'inventaire des biens de l'abbaye dressé à Révolution le 23 juin 1790 indique qu'à cette date le couvent hébergeait encore 19 professes, 10 converses et 4 données.
Comme toutes les cisterciennes, les religieuses de l'Eau étaient vêtues de blanc. L'abbé Guillon décrit plus précisément leur tenue en ces termes :  « Par-dessus la chemise de serge une tunique d'étoffe épaisse, puis une robe traînant à fleur de terre serrée par une ceinture de cuir jaune avec un anneau de corne. En dessus un scapulaire pendant des deux côtés avec une croix d'écarlate longue et rouge. À tous ces habits blancs, est ajouté pour l'office un long manteau de serge traînant. Comme coiffure, une coiffe de toile, un bonnet de laine en hiver et de futaine en été, un bandeau de toile blanche, une toque de chanvre couvrant la poitrine et les épaules. Aux cérémonies où les religieuses sont vues, elles auront un grand voile noir, qui descendra jusqu'à l'échancrure du scapulaire. ».

#### Les sœurs professes
Les sœurs professes étaient également appelées les dames du Chœur, car elles étaient obligées à l'office divin. Issues généralement des hautes classes de la société, elles pratiquaient peu le travail manuel. En revanche, elles pratiquaient assidûment la lecture.
Le tableau suivant récapitule les offices auxquels étaient astreintes les professes. Ces temps de prière (consistant dans des lectures du bréviaire) étaient effectués dans l'abbatiale. Certains de ces offices étaient suivis de messes. L'office était soit chanté soit récité et les religieuses devaient se tenir debout.
| Office   | Heure              | Notes                                                                                               |
| -------- | ------------------ | --------------------------------------------------------------------------------------------------- |
| Matines  | 2 heures           | Au sortir de cet office, les religieuses se reposaient, jusqu'à 5 heures trente.                    |
| Prime    | 6 heures           | Cet office était suivi de la première messe, pendant laquelle le chœur faisait oraison.             |
| Tierce   | 8 heures trente    | Cet office était suivi de la messe conventuelle.                                                    |
| Sexte    | 11 heures et quart | Cet office était suivi, après un Miserere, de l'examen de conscience. Puis venait l'heure du dîner. |
| None     | 14 heures et quart | |
| Vêpres   | 16 heures          | Le souper au réfectoire suivait à 17 heures et quart.                                               |
| Complies | 18 heures trente   | Les sœurs se couchaient à 20 heures.                                                                |

La dot versée au couvent par la famille des sœurs professes consistait en deux muids de blé chaque année à partir de la date d'entrée au couvent jusqu'à la prononciation des vœux. À partir de cette date, elle était réduite à un muid de blé et soixante sous pour le vestiaire. Dans certains cas exceptionnels, les jeunes filles étaient accueillies sans versement d'une dot et charitablement.

#### Les sœurs converses
Les sœurs converses étaient obligées au chapelet, c'est-à-dire à la récitation des prières (Pater et Ave). En revanche, elles n'étaient pas astreintes à suivre la liturgie des Heures. Issues des classes populaires, elles étaient chargées des travaux manuels.

#### Liste des religieuses de l'Eau
Un appendice du cartulaire de l'abbaye Notre-Dame de l'Eau publié en 1908 donne une liste des religieuses ayant officié dans ce couvent. Nous la reproduisons exactement dans le tableau ci-dessous, sauf précision contraire en notes. Les abbesses ne sont pas mentionnées, puisque nous établissons leur liste plus haut. Cette liste de religieuses est incomplète pour les temps anciens.
| Date                                                                                        | Religieuse                                                                     | Fonction                                                             | Notes |
| ------------------------------------------------------------------------------------------- | ------------------------------------------------------------------------------ | -------------------------------------------------------------------- | --- |
| ment. mai et juin 1257                                                                      | Ameline de Bar                                                                 |                                                                      | Mentionnée dans la charte LIV et dans la charte LV du cartulaire de l'abbaye. La première concerne une vente par Martin de Pentoison à Ameline d'une mine et demie de terre située devant la porte de l'abbaye de l'Eau. La seconde concerne la vente à Ameline de 15 mines de terre dans la vallée de Bras, à Morancez. |
| ment. 1260                                                                                  | Isabelle d'Auneau                                                              |                                                                      | Mentionnée dans la charte LX par laquelle son frère Thibaud fait don d'une rente de deux muids de blé sur sa grange de Brétigny à l'abbaye de l'Eau à l'occasion de sa réception comme moniale dans ce couvent. |
| ment. 1269                                                                                  | Jeanne des Corneaux (ou des Chapelles, ou de Capitellis)                       |                                                                      | Mentionnée dans la charte LXXII relative à un legs de sa mère Marguerite à l'abbaye de l'Eau. |
| ment. 1269                                                                                  | Philippe des Corneaux (ou des Chapelles, ou de Capitellis)                     |                                                                      | Sœur de la précédente. Mentionnée dans la même charte. |
| ment. juillet 1271                                                                          | Pétronille de Chartres                                                         |                                                                      | Mentionnée dans la charte LXXV relative à sa dot versée à l'abbaye de l'Eau par son père Guillaume de Chartres, seigneur de Ver. |
| ment. 1271                                                                                  | Isabelle de Tachainville                                                       |                                                                      | Mentionnée dans la charte LXXVI relative à sa dot versée à l'abbaye de l'Eau par sa mère Isabelle, dame de Tachainville. |
| ment. août 1278                                                                             | Jeanne Jourdain                                                                |                                                                      | Mentionnée dans la charte LXXXV relative à la dot (quatre muids de blé à prendre sur le manoir de Chesnais) versée pour ses deux filles Jeanne et Jacqueline à l'abbaye de l'Eau par leur père Jean Jourdain. |
| ment. août 1278                                                                             | Jacqueline Jourdain                                                            |                                                                      | Sœur de la précédente. Mentionnée dans la même charte. |
| ment. 21 mai 1288 et 3 mai 1289                                                             | Gillette de Chaulnay                                                           |                                                                      | Mentionnée dans la charte CVI et dans la charte CVII du cartulaire de l'abbaye. La première concerne la dot versée pour ses trois filles Gillette, Jacqueline et Jehanne, à l'abbaye de l'Eau par leur père, Nicolas de Chaulnay. La seconde concerne une donation. |
| ment. 21 mai 1288 et 3 mai 1289                                                             | Jacqueline de Chaulnay                                                         |                                                                      | Sœur de la précédente. Mentionnée dans les mêmes chartes. |
| ment. 21 mai 1288 et 3 mai 1289                                                             | Jehanne de Chaulnay                                                            |                                                                      | Sœur des précédentes. Mentionnée dans les mêmes chartes. |
| ment. 13 avril 1301                                                                         | Lucette de Chartres                                                            |                                                                      | Mentionnée dans la charte CXV relative à la dot versée pour ses deux filles Lucette et Jeanne à l'abbaye de l'Eau par leur père Robert de Chartres, seigneur de Ver. Son nom n'apparaît pas dans la liste des religieuses de l'Eau donnée par l'appendice du cartulaire de l'abbaye. |
| ment. 13 avril 1301                                                                         | Jeanne de Chartres                                                             |                                                                      | Sœur de la précédente. Mentionnée dans la même charte. Son nom n'apparaît pas non plus dans la liste des religieuses de l'Eau donnée par l'appendice du cartulaire de l'abbaye. |
| ment. 1344                                                                                  | ... de Chavernay                                                               |                                                                      | Mentionnée dans la charte CXVI relative à un amortissement par le comte de Chartres des terres acquises par l'abbaye de l'Eau à Rosay. Le prénom de cette religieuse est inconnu. Elle était la fille de Nicolas de Chavernay. |
| ment. 1344                                                                                  | ... de Chavernay                                                               |                                                                      | Sœur de la précédente. Mentionnée dans la même charte. Son prénom est tout autant inconnu. |
| ment. 1480                                                                                  | Marie de Garannes                                                              | Prieure                                                              | |
| ment. 1480                                                                                  | Guillemette de Retz                                                            |                                                                      | |
| ment. 1480                                                                                  | Marguerite de la Noyère                                                        |                                                                      | |
| ment. 1480                                                                                  | Jacqueline de Perne                                                            |                                                                      | |
| ment. 1499                                                                                  | Marguerite de Bérou                                                            |                                                                      | |
| ment. 1513                                                                                  | ... de la Musse                                                                |                                                                      | Mentionnée dans un acte de constitution de dot rapporté en note à la charte CXV et conservé aux archives départementales d'Eure-et-Loir. Elle était la fille du sieur de la Musse et des Hayes. Ce dernier donna cent sous de rente sur la terre d'Epiney à l'abbaye de l'Eau à titre de dot pour l'entrée de sa fille au couvent comme religieuse. Son prénom est inconnu. |
| ment. 1524, 1534, 1577                                                                      | Françoise Sachet (ou Souchet)                                                  |                                                                      | Mentionnée en 1524 dans un acte de constitution de dot rapporté en note à la charte CXV et conservé aux archives départementales d'Eure-et-Loir. Elle était la fille de dame Marie Musset. Cette dernière donna cent sous de rente sur la terre d'Epiney, paroisse de Moutier en Beauce, à l'abbaye de l'Eau à titre de dot pour l'entrée de sa fille au couvent comme religieuse. La liste des religieuses de l'eau donnée par l'appendice du cartulaire de l'abbaye mentionne par erreur comme religieuse à sa place sa mère, Marie Musset au titre de cette année 1524. Cette liste la mentionne bien cependant comme religieuse à l'Eau en 1534 et 1577.                                                                                                 |
| ment. 1533                                                                                  | Jeanne Laurent                                                                 |                                                                      | |
| ment. 1534, 1540                                                                            | Gillette de Dampierre                                                          |                                                                      | |
| ment. 1534                                                                                  | Marie de Baigneulx                                                             |                                                                      | |
| ment. 1534, 1554                                                                            | Marie du Plaisir                                                               |                                                                      | |
| ment. 1534                                                                                  | Marie Plume                                                                    |                                                                      | |
| ment. 1533, 1540, 1554                                                                      | Berthranne de la Prestière (ou de la Prastière)                                | Prieure en 1540                                                      | |
| ment. 1533, 1540, 1554                                                                      | Magdeleine de Faverolles                                                       | Prieure en 1540                                                      | |
| ment. 1533, 1554                                                                            | Anne de Marsailles (ou de Marsalles)                                           |                                                                      | |
| ment. 1533, 1554                                                                            | Hélène Emery (ou Aymery)                                                       |                                                                      | |
| ment. 1534, 1551                                                                            | Anne de la Chasteneray                                                         | Prieure en 1551                                                      | |
| ment. 1534, 1551                                                                            | Denise Fortin                                                                  |                                                                      | |
| ment. 1534, 1551                                                                            | Rose de Baignaux                                                               |                                                                      | |
| ment. 1534, 1554                                                                            | Nicole Lesueur                                                                 |                                                                      | |
| ment. 1534, 1554                                                                            | Vastine de Gallat                                                              |                                                                      | |
| ment. 1534, 1554                                                                            | Blanche Dampierre                                                              |                                                                      | |
| ment. 1540, 1554                                                                            | Marguerite Plumé                                                               |                                                                      | |
| ment. 1540, 1577, † 1608                                                                    | Jacqueline Nicole                                                              |                                                                      | L'abbé Guillon précise qu'elle fut inhumée le 7 mai 1608 dans l'église abbatiale (cf. supra). |
| ment. 1540, 1554                                                                            | Claude de Montdoucet                                                           |                                                                      | |
| ment. 1540, 1554                                                                            | Marguerite de Péronville                                                       |                                                                      | |
| ment. 1540, 1577                                                                            | Antoinette du Plessis                                                          |                                                                      | |
| ment. 1540, 1541                                                                            | Bonne d'Harcourt (ou Léone d'Harcourt)                                         |                                                                      | |
| ment. 1564, 1577, † 1611                                                                    | Cécile Vollant (ou Sécille Vollant)                                            |                                                                      | L'abbé Guillon précise qu'elle fut inhumée le 27 février 1611 dans l'église abbatiale (cf. supra). |
| † 1583                                                                                      | Françoise ...                                                                  |                                                                      | Comme indiqué supra. Le nom de famille de cette religieuse est inconnu. |
| ment. 1617, 1644                                                                            | Suzanne de Sérizy                                                              | Prieure                                                              | |
| ment. 1617, † 1627                                                                          | Marie Regnard                                                                  |                                                                      | |
| ment. 1617, 1627                                                                            | Madeleine Fortin                                                               |                                                                      | |
| ment. 1617, 1627                                                                            | Rose de Tranchelion                                                            |                                                                      | |
| ment. 1617, 1644                                                                            | Marie Godefroy                                                                 |                                                                      | |
| ment. 1617, 1662                                                                            | Anne de Ganneau                                                                |                                                                      | |
| ment. 1617, 1627                                                                            | Françoise de Bernardin                                                         |                                                                      | |
| ment. 1627, 1640                                                                            | Suzanne de Piguerré                                                            |                                                                      | |
| ment. 1644                                                                                  | Scholastique Damours                                                           | Prieure                                                              | |
| ment. 1644                                                                                  | Catherine-Scholastique Raffron                                                 | Cellérière                                                           | |
| ment. 1618, 1662                                                                            | Marie de Ganneau                                                               |                                                                      | |
| ment. 1660                                                                                  | Marie de Saint-Joseph                                                          | Prieure                                                              | |
| ment. 1660                                                                                  | Catherine des Anges                                                            | Sous-prieure                                                         | |
| ment. 1660, 1718                                                                            | Barbe-Marie Vente                                                              |                                                                      | Elle était la fille de Guillaume Vente, président en l'élection de Verneuil-au-Perche. Elle fut reçue dans l'abbaye en 1660. Son père paya une dot d'une valeur de 2600 livres consistant dans la moitié de 45 septiers de terre labourable. Barbe-Marie Vente professa ses vœux en octobre 1661. |
| ment. 1660, 1692                                                                            | Catherine-Geneviève des Moustiers (ou des Monstiers)                           | Cellérière en 1692                                                   | |
| ment. 1660, 1662                                                                            | Marie-Françoise Martin                                                         |                                                                      | |
| ment. 1660, 1677                                                                            | Noëlle-Gabrielle Jupin                                                         |                                                                      | |
| ment. 1660, 1692                                                                            | Marie Bellement                                                                |                                                                      | |
| ment. 1660, 1704                                                                            | Félice de Bresseau                                                             |                                                                      | |
| ment. 1660, 1662                                                                            | Catherine-Élisabeth Rosty                                                      |                                                                      | |
| ment. 1660, 1662                                                                            | Charlotte Rosty                                                                |                                                                      | |
| ment. 1660, 1689                                                                            | Magdeleine Foucques                                                            |                                                                      | |
| ment. 1660, 1692, 1718                                                                      | Jacqueline de Merlin                                                           | Sous-prieure en 1692                                                 | |
| ment. 1660, 1689, 1707                                                                      | Geneviève de Mezerets                                                          | Prieure en 1689                                                      | |
| ment. 1677                                                                                  | Hélène-Agnès de Savonnière                                                     | Prieure en 1677                                                      | |
| ment. 1662, 1692                                                                            | Élisabeth Rosty                                                                |                                                                      | |
| ment. 1677, 1692                                                                            | Marie Barbier                                                                  |                                                                      | Elle prit en religion le nom de Marie de Saint-Paul. |
| ment. 1677, 1707                                                                            | Catherine Compagnot                                                            |                                                                      | |
| ment. 1677                                                                                  | Françoise Gonin                                                                |                                                                      | |
| ment. 1677, 1727, 1732                                                                      | Marie Martin                                                                   |                                                                      | Elle prit en religion le nom de Marie de Saint-Louis. Elle était âgée de 74 ans en 1727. |
| ment. 1677, 1692                                                                            | Marguerite-Claire Estienne                                                     |                                                                      | |
| ment. 1677                                                                                  | Marie-Magdeleine L'Homme-Dieu                                                  |                                                                      | |
| ment. 1677, 1727                                                                            | Marie-Magdeleine Compagnon                                                     |                                                                      | Elle était âgée de 74 ans en 1727. |
| ment. 1689, 1727, † 1728                                                                    | Magdeleine du Franc                                                            |                                                                      | Elle était âgée de 70 ans en 1727. |
| ment. 1681, 1687                                                                            | Renée de Boulainvillier                                                        |                                                                      | |
| ment. 1683                                                                                  | ... Alexier                                                                    |                                                                      | Le prénom de cette religieuse est inconnu. |
| ment. 1689, 1707                                                                            | Marguerite du Ry (ou Marie du Ry)                                              |                                                                      | |
| prof. 5 janvier 1681, ment. 1718                                                            | Marie-Françoise de Guilbert                                                    |                                                                      | Elle prit en religion le nom de Marie-Françoise de Saint-Augustin. |
| prof. 13 novembre 1681, ment. 1718                                                          | Claude-Cécile de Gauville                                                      | Prieure en 1718                                                      | Elle prit en religion le nom de Claude-Cécile de Saint-Vincent. |
| prof. 10 janvier 1683, ment. 1692, 1707                                                     | Jeanne-Marie-Claire Le Juge                                                    |                                                                      | |
| prof. 10 janvier 1727                                                                       | Magdeleine-Louise-Honorée Pintart                                              |                                                                      | Elle professa ses vœux le 10 janvier 1727, alors qu'elle était déjà âgée de 69 ans. |
| prof. 25 juillet 1683, ment. 1692                                                           | Jeanne-Simon de Cerceaux                                                       |                                                                      | Elle prit en religion le nom de Jeanne-Simon de Saint-Bernard. |
| prof. 4 septembre 1685, ment. 1727                                                          | Anne-Magdeleine du Ry                                                          |                                                                      | Frère Pierre Lefebure, prieur des Jacobins de Chartres, fut son témoin lorsqu'elle professa ses vœux. Elle était âgée de 60 ans en 1727. |
| prof. 16 septembre 1685, ment. 1718, 1727, 1732                                             | Catherine-Claire Le Juge                                                       | Cellérière en 1718, prieure en 1727                                  | Elle était âgée de 62 ans en 1727. |
| prof. 4 juin 1686, ment. 1689, 1718, 1727, 1732                                             | Magdeleine Jullien                                                             |                                                                      | Elle prit en religion le nom de Magdeleine de Saint-Louis. Elle était âgée de 59 ans en 1727. |
| prof. 13 juillet 1687, ment. 1689, 1692, 1727, 1732                                         | Anne-Marie Le Juge                                                             |                                                                      | Le juge de Beaulieu et M. de Trémault furent ses témoins lorsqu'elle professa ses vœux. Elle était âgée de 61 ans en 1727. |
| ment. 1689, 1692                                                                            | Marguerite Thavault                                                            |                                                                      | |
| prof. 20 juillet 1687, ment. 1718, 1727                                                     | Michelle-Marie Pintart (ou Marie-Claire Pintart)                               |                                                                      | Elle était âgée de 59 ans en 1727. |
| prof. 4 août 1695, ment. 1727, 1732                                                         | Françoise-Marie-Claire Lemarié                                                 | Cellérière en 1727                                                   | Elle prit en religion le nom de Françoise-Marie-Claire de Saint-Bernard. G. de Loubes fut son témoin lorsqu'elle professa ses vœux. Elle était âgée de 50 ans en 1727. |
| prof. 8 septembre 1695, ment. 1707                                                          | Élisabeth de la Saulayes                                                       |                                                                      | Elle prit en religion le nom d'Élisabeth de Saint-Augustin de Saint-Benoist. Françoise de Roquette et Albéric Cesbron furent ses témoins lorsqu'elle professa ses vœux. |
| prof. 5 janvier 1696                                                                        | Catherine-Charles-Marie d'Alonville de Louville                                |                                                                      | Elle prit en religion le nom de Catherine-Charles-Marie des Anges. Jacques d'Alonville et Marie de Vaultrier furent ses témoins lorsqu'elle professa ses vœux. |
| prof. 19 février 1696, ment. 1741, 1750                                                     | Marie-Anne de Karuel de Méré (ou de Mercy)                                     | Prieure en 1741                                                      | Elle prit en religion le nom de Marie-Anne de Saint-Placide. Marie-Anne Vialar, Jeanne de Laval et Gabriel de Laval furent ses témoins lorsqu'elle professa ses vœux. |
| prof. 24 octobre 1700, ment. 1741, 1755                                                     | Louise Le Chanteur                                                             | Cellérière en 1741                                                   | Elle prit en religion le nom de Louise de Saint-Augustin. |
| prof. 3 novembre 1700, ment. 1750                                                           | Marie-Françoise Martin                                                         |                                                                      | Elle prit en religion le nom de Marie-Françoise de Sainte-Scholastique. |
| prof. 23 novembre 1700                                                                      | Marie Madeleine                                                                |                                                                      | Elle prit en religion le nom de Marie de Sainte-Victoire. |
| prof. 12 juillet 1701                                                                       | Claude-Marguerite-Angélique-Mathieu de Ravenonville                            |                                                                      | |
| prof. 21 juillet 1703, ment. 1718, 1741, 1755                                               | Marguerite Mogniat                                                             | Maîtresse des novices en 1741                                        | |
| ment. 1692                                                                                  | Louise Hurault du Marais                                                       |                                                                      | Professe de l'abbaye de Villiers, elle reçut le 12 juillet 1692 de son abbesse l'autorisation de s'installer à l'abbaye de l'Eau. |
| prof. 17 février 1704, ment. 1714                                                           | Marie-Claude Dudoyer                                                           |                                                                      | |
| prof. 20 juin 1706, ment. 1741, 1750                                                        | Anne-Agathe Néret                                                              | Sacristine en 1741                                                   | Elle prit en religion le nom d'Anne-Agathe de Sainte-Charles. |
| prof. 22 septembre 1709, ment. 1741, 1750                                                   | Marguerite-Angélique Midou de Lambron                                          |                                                                      | |
| prof. 24 octobre 1713, ment. 1718, 1741, 1750                                               | Catherine Salby                                                                | Grenetière en 1718                                                   | Elle prit en religion le nom de Catherine de Sainte-Benoît. Marie Salby-Darcy et C. de Godard de Barisseuse furent ses témoins lorsqu'elle professa ses vœux. |
| prof. 2 septembre 1715, ment. 1750                                                          | Marguerite Monge                                                               |                                                                      | ... de Brilhac de Tachainville, J.-G. de Combles, Françoise Cailleux et ... Segonzac furent ses témoins lorsqu'elle professa ses vœux. |
| prof. 1er novembre 1716, ment. 1750                                                         | Angélique Mauduisson                                                           |                                                                      | |
| prof. 3 août 1717, ment. 1750                                                               | Marie-Claude-Victoire de la Tour                                               |                                                                      | Marie-Marguerite de la Tour, ... d'Alençon, ... de la Tour, ... Billault (organiste et facteur de l'abbaye Sainte Marie-Madeleine de Châteaudun) et B. Mouginot (organiste de la cathédrale Notre-Dame de Chartres) furent ses témoins lorsqu'elle professa ses vœux. |
| ment. 1718                                                                                  | Marguerite Mathieu                                                             |                                                                      | |
| ment. 1718                                                                                  | M. Mogniers                                                                    |                                                                      | |
| prof. 28 août 1720, ment. 1755, 1762                                                        | Henriette-Magdeleine Jullien                                                   | Prieure en 1755                                                      | ... Jullien de Prunay fut son témoin lorsqu'elle professa ses vœux. |
| prof. 28 août 1720                                                                          | Marie-Louise de Brisay de Denonville                                           |                                                                      | |
| prof. 28 août 1720, ment. 1746                                                              | Anne-Antoinette de Languedoux de Villeneufve                                   |                                                                      | ... de Brisay de Denonville, M.-A. de Brisay, L.-R. de Brisay de Denonville, ... La Redde de Villeneufve (sa mère), P. de Tachainville, ... de Brilhac de Tachainville et le chevalier de Morainville furent ses témoins lorsqu'elle professa ses vœux. |
| prof. 15 juin 1721                                                                          | Honorée-Anne Vassor                                                            |                                                                      | |
| ment. 30 juin 1722, prof. 6 juin 1723                                                       | Bonne-Charlotte de Cosne                                                       |                                                                      | Elle prit l'habit le 30 juin 1722 et professa ses vœux le 6 juin 1723. B. de Hallot de Cosne, B.-G. de Cosne, Ad. de Loubes de Boisbenart, B.-H. de Courtavel de Louaville, Bonne du Sauce, A.-F. Stoppa du Hallot, Laurent de Brilhac, ... Petit de Tachainville, Guy de Hallot (abbé de Morouville), P.-Louis de Hallot, L. de ..., Chère de Brilhac de Tachainville et Thérèse de Hallot furent ses témoins à cette occasion. |
| ment. 12 octobre 1721, prof. 26 août 1722, ment. 1741, 1748, 1750, 1762                     | Marguerite-Catherine-Élisabeth-Honorée Ballard                                 | Titrière en 1741, maîtresse des novices en 1748, dépositaire en 1762 | Elle devint novice le 12 octobre 1721 et professa ses vœux le 26 août 1722. ... Ballard (pater, son père), C. Cottin (mater, sa mère), ... Cottin (abbas, abbé), B.-Marie de Ponte-Comitis (avunculus, son oncle maternel), ... Le Chanteur (cognatus, son parent), J.-C.-Quentin de Denonville, Marguerite de Brisay et Françoise-Alaise de Brisay furent ses témoins à cette occasion. |
| ment. 21 avril 1722, prof. 1er avril 1723, ment. 1732                                       | Marie-Anne Gentil                                                              |                                                                      | Elle devint novice le 21 avril 1722 et professa ses vœux le 1er avril 1723. |
| ment. 5 mai 1722, prof. 25 mai 1723                                                         | Anne-Charlotte Leprince                                                        |                                                                      | Elle devint novice le 5 mai 1722 et professa ses vœux le 25 mai 1723. |
| ment. 22 octobre 1723, prof. 24 août 1724                                                   | Jeanne-Angélique de Brisay de Denonville                                       |                                                                      | Elle prit l'habit le 22 octobre 1723 et professa ses vœux le 24 août 1724. ... de Brisay de Denonville (son père), ... Persy (son cousin), Quentin des Aresnes, ... de Sève d'Oysonville, L. de Chère, ... de Brilhac de Tachainville, ... Deschamps, E. Denfert, ... Tremault de Spoir, Anne de Lallier, G. Briçonnet, Thérèse-Gabriel de Brisay de Moncé, Marguerite-Julie Davennes et Gaspard de Fougasse de la Bastie (célébrant la cérémonie - il était prêtre, docteur en théologie, abbé commendataire de Notre-Dame d'Ardenne et grand archidiacre de Chartres) furent ses témoins à cette occasion. |
| ment. 27 septembre 1725, prof. 24 septembre 1729, ment. 1732                                | Jeanne-Geneviève Monge                                                         |                                                                      | Elle prit l'habit le 27 septembre 1725 et professa ses vœux le 24 septembre 1729. |
| ment. 9 octobre 1726, prof. 8 septembre 1728                                                | Hélène Suriau                                                                  |                                                                      | Elle devint novice le 9 octobre 1726 et professa ses vœux le 8 septembre 1728. |
| ment. 6 novembre 1727, prof. 19 décembre 1728                                               | Jeanne-Magdeleine Goussard                                                     |                                                                      | Elle devint novice le 6 novembre 1727 et professa ses vœux le 19 décembre 1728. Pierre Gretté du Mail fut son témoin à cette occasion. |
| ment. 20 janvier 1720, prof. 6 décembre 1729                                                | Louise-Magdeleine de Languedoux de Villeneuve                                  |                                                                      | Elle devint novice le 20 janvier 1720 et professa ses vœux le 6 décembre 1729. ... Lallier de Loupille, P.-L. de Tunays, l'abbé de Brancas de Villeneuve, ... de Briçonnet d'Oysonville, ... de Brisay de Moncé, ... de Brisay de Maisons et Louis-Georges de Persy (célébrant la cérémonie - il était chanoine de Chartres) furent ses témoins à cette occasion. |
| ment. 30 janvier 1729, prof. 6 décembre 1729, ment. 1750                                    | Anne de la Planche de Mortières                                                |                                                                      | Elle devint novice le 30 janvier 1729 et professa ses vœux le 6 décembre 1729. ... de la Planche de Mortières, Charlotte-Louise de Hallot, Louis de Hallot, Claude de Hallot, Pierre Vital de Hallot, ... Hallot de Domerville, ... Stoppa de Hallot, ... Cosne de Lestourville, Marie-Claude de Gauville, ... Petit Brilhac de Tachainville, ... de Montigny, Bonne de Hallot et ... de Cosne furent ses témoins à cette occasion. |
| ment. 30 janvier 1729, prof. 5 février 1730                                                 | Barbe Jumentier                                                                |                                                                      | Elle devint novice le 30 janvier 1729 et professa ses vœux le 5 février 1730. Adrian Jumentier, Estienne Jumentier, Jacobus Jumentier, Claude Jumentier et Claudine Jumentier furent ses témoins à cette occasion. |
| ment. 14 mai 1730, prof. 20 mai 1731                                                        | Marie-Geneviève Vivien                                                         |                                                                      | Elle devint novice le 14 mai 1730 et professa ses vœux le 20 mai 1731. |
| ment. 1732, 1762                                                                            | Marguerite Ballard                                                             | Dépositaire en 1762                                                  | |
| ment. 19 octobre 1734, prof. 16 septembre 1735, ment. 1750                                  | Marie-Geneviève Texier                                                         |                                                                      | Elle devint novice le 19 octobre 1734 et professa ses vœux le 16 septembre 1735, alors âgée de 17 ans. ... Texier (son père, avocat), M.-T. Juteau (sa mère), Marie Texier-Grandier (sa tante), L. Texier (son frère), ... Texier de Mitainvillier, ... Demilleville et ... Grandet-Texier d'Ymonville (son frère) furent ses témoins à cette occasion. |
| ment. 6 septembre 1735, prof. 20 juillet 1736, ment. 1750                                   | Élisabeth de Jocourt                                                           |                                                                      | Elle devint novice le 6 septembre 1735, alors âgée de 19 ans, et professa ses vœux le 20 juillet 1736. |
| ment. 6 septembre 1735, prof. 20 juillet 1736                                               | Hélène-Catherine de Baudinard de Sabran                                        |                                                                      | Elle devint novice le 6 septembre 1735, alors âgée de 22 ans, et professa ses vœux le 20 juillet 1736. |
| ment. 21 novembre 1735, prof. 22 novembre 1736                                              | Marie-Montaine-Claude de Gauville d'Argent                                     |                                                                      | Elle devint novice le 21 novembre 1735, alors âgée de 16 ans et demi, et professa ses vœux le 22 novembre 1736. ... de la Planche de Mortières (son oncle), ... de Mortières de Coursy (son oncle maternel), Louis de Hallot (son cousin), Guy de Hallot de Mérouville, ... du Gué-Gauville (son frère), C.-A. Hoppa de Hallot et Jos. de Montigny furent ses témoins à cette occasion. |
| ment. 29 septembre 1736, prof. 8 décembre 1737, ment. 1750                                  | Jeanne-Baptiste-Renée de Loyac de la Bachellerie                               |                                                                      | Elle devint novice le 29 septembre 1736, alors âgée de 19 ans, et professa ses vœux le 8 décembre 1737. Elle était la fille de Jean-Gabriel de Loyac de la Bachellerie, chevalier, capitaine au régiment Royal-Artillerie, et de feue Joseph-Henriette de Quermeno du Garro. Ses témoins lors de la profession de ses vœux furent : Jean-Baptiste de Loyac de la Bachellerie (son oncle paternel - chevalier, seigneur de Mormoulins, Chaudon, etc., chevalier de Saint-Louis demeurant à Mormoulins), Marie-Claude de Grenet (sa tante par alliance, épouse du précédent), Marianne Pillier (veuve de Claude de Grenet, écuyer, sieur de Châtillon, lieutenant-colonel du régiment d'Albigeois demeurant à Chartres, paroisse Saint-André).                 |
| ment. 17 février 1737, prof. 23 février 1738                                                | Madeleine-Blandine Suriot                                                      |                                                                      | Elle devint novice le 17 février 1737, alors âgée de 22 ans, et professa ses vœux comme sœur converse le 23 février 1738. Elle était la fille de Denis Suriot et Geneviève Le Roy de Denonville. |
| ment. 5 mai 1737, prof. 18 mai 1738                                                         | Barbe-Denise Vivien                                                            |                                                                      | Elle devint novice le 5 mai 1737, alors âgée de 20 ans, et professa ses vœux comme sœur converse le 18 mai 1738. Elle était la fille de Vincent Vivien (vigneron) et Barbe-Françoise Le Clair. |
| ment. 9 septembre 1737, 1741, 1742, 1750, 23 juin 1790                                      | Marie-Catherine de Mauléon de Savaillan de Sainte-Bray                         | Seconde cellérière en 1741-1742                                      | Elle devint novice le 9 septembre 1737, alors âgée de 22 ans, et professa ses vœux à une date inconnue. Elle était la fille de feu Gaston-Jean-Baptiste de Mauléon (chevalier, seigneur de Savaillan, Sainte-Bray, La Barthe, Brueil (en partie), Mousson et autres lieux) et de Marie Mydorge (demeurant à Paris, rue des Jardins, paroisse Saint-Paul). Françoise-Catherine de Mauléon de Savaillan de Saint-Sulpice fut son témoin lors de la profession de ses vœux. Elle était présente à l'abbaye lors de l'inventaire du 23 juin 1790 mais pas lors du départ des dernières religieuses du couvent le 26 septembre 1792. |
| ment. 2 juillet 1739, prof. 20 août 1740                                                    | Marie-Anne Frédy de Florainville                                               |                                                                      | Elle devint novice le 2 juillet 1739, alors âgée de 26 ans, et professa ses vœux comme religieuse de chœur le 20 août 1740. Elle était la fille de feu Maurice-Bernard Frédy de Ponthion (écuyer, seigneur de Ponthion) et de Catherine Yanoniste de Besme (demeurant à Ponthion, à deux heures de Vitry, diocèse de Châlons). Jean-Pierre du Vallez (chevalier, seigneur du Grand Essart), Anne-Marie Girard (épouse du précédent, demeurant passage Sainte-Foye à Chartres) et Marie-Anne-Antoinette Barueil furent ses témoins lors de la profession de ses vœux. |
| prof. 1er novembre 1742                                                                     | Adélaïde Choart des Brosses                                                    |                                                                      | Elle était la fille de Louis Choart (écuyer, seigneur de Magny, receveur général des finances de Bordeaux) et de dame Marie-Magdeleine Basset (demeurant à Paris, paroisse Saint-Eustache, rue des Prouvaires). D'abord novice à l'abbaye de Pont-aux-Dames, dans le diocèse de Meaux, elle fut transférée à l'abbaye Notre-Dame de l'Eau où elle professa ses vœux. L'abbesse de Pont-aux-Dames, C.-J. de Bourlamagne, signa un certificat, légalisé par D. Carnot, abbé de Chaloché. |
| prof. 1er novembre 1742                                                                     | Marguerite-Pétronille Choart de Cornillon                                      |                                                                      | Sœur cadette de la précédente, elle suivit exactement le même parcours. |
| prof. 10 octobre 1743, ment. 1785                                                           | Jeanne-Baptiste de Saint-Phalle de Coulanges                                   | Dépositaire en 1785                                                  | Elle avait été élevée à l'abbaye Notre-Dame de l'Eau depuis l'âge de 12 ans. Ses témoins lors de la profession de ses vœux furent : Madame de Saint-Phalle (sa belle-mère), ... de la Bachellerie (sa belle-tante), ... de Grenet de la Bachellerie, ... Le Page de Precy et ... de Bois-Milon d'Orgeville. |
| ment. 10 novembre 1744, prof. 23 novembre 1745, ment. 1752                                  | Jeanne-Françoise de Chambon d'Arbouville                                       | Dépositaire en 1752                                                  | Elle devint novice le 10 novembre 1744, alors âgée de 19 ans, et professa ses vœux comme religieuse de chœur le 23 novembre 1745. Elle était la fille de H.-P., seigneur de Chambon, marquis d'Arbouville (seigneur de Goudainville, de Moinville, d'Armonville, maréchal de camp des armées du roi, gouverneur de Schelestadt) et de Marie-Anne-Françoise de Montmorin de Saint-Herem (demeurant à Paris, rue du Gindre, faubourg Saint-Germain, paroisse Saint-Sulpice). |
| ment. 10 novembre 1744, prof. 16 novembre 1745, ment. 1762, 23 juin 1790, 26 septembre 1792 | Geneviève-Julie de la Salle de Nogé                                            | Dépositaire en 1762                                                  | Elle devint novice le 10 novembre 1744, alors âgée de 22 ans, et professa ses vœux comme religieuse de chœur le 16 novembre 1745. Elle était la fille de Jean-Gédéon de la Salle (écuyer) et de Suzanne de Nogé. Pierre-André-Scipion d'Aups de Blacas (vicaire général de Chartres), Louis-Joseph, comte de Montigny (seigneur de Tachainville, Sours, Goindreville), Jeanne-Claude de Brilhac (épouse du précédent, demeurant à Tachainville), Marie-Adélaïde de Chambon d'Arbouville et ... Lempereur de Guerny furent ses témoins lors de la profession de ses vœux. Elle était présente à l'abbaye lors de l'inventaire du 23 juin 1790 et quitta celle-ci avec les dernières religieuses le 26 septembre 1792.                                         |
| ment. 12 mars 1745, prof. 30 mai 1746, ment. 1785, 23 juin 1790, 26 septembre 1792          | Anne-Françoise de Beaujeu                                                      | Prieure en 1790                                                      | Elle devint novice le 12 mars 1745, et professa ses vœux le 30 mai 1746, alors âgée de 24 ans. Elle était la fille de Charles-Louis de Beaujeu (chevalier, seigneur de Jauges, lieutenant-colonel du régiment de Flandre, gouverneur de Marsal, chevalier de Saint-Louis) et de Françoise de Pallas d'Arbault de Maisonneuve. Elle était présente à l'abbaye lors de l'inventaire du 23 juin 1790 et quitta celle-ci avec les dernières religieuses le 26 septembre 1792. |
| ment. 19 juin 1745, prof. 9 août 1746                                                       | Catherine Boucherot                                                            |                                                                      | Elle devint novice le 19 juin 1745, alors âgée de 22 ans et demi, et professa ses vœux comme sœur converse le 9 août 1746. |
| ment. 11 septembre 1746, prof. 26 décembre 1747                                             | Marguerite-Louise des Moustiers de Mérinville (ou des Monstiers de Mérinville) |                                                                      | Elle devint novice le 11 septembre 1746, alors âgée de 18 ans, et professa ses vœux le 26 décembre 1747. Elle était la fille de François-Louis-Martial des Moustiers, marquis de Mérinville (maréchal de camp du roi, vicomte de Brigueuil, baron de Monsrocher, seigneur de Fraisse) et de Marguerite-Françoise de Jaussen (demeurant à Paris, rue Taranne, paroisse Saint-Sulpice). Marie-Anne de Jaussen (sa tante, veuve du président Larcher), Marie-Françoise des Moustiers de Mérinville (sa sœur), Martial des Moustiers, vicomte de Mérinville (enseigne des gens d'armes de la garde du roi, chevalier de Saint-Louis), Nicolas-Louis de Bruet (chevalier, seigneur de la Chesnaye) furent ses témoins lors de la profession de ses vœux.          |
| ment. 26 octobre 1747, prof. 18 octobre 1748, ment. 1750                                    | Marie-Françoise des Moustiers de Mérinville (ou des Monstiers de Mérinville)   |                                                                      | Sœur de la précédente. Elle devint novice le 26 octobre 1747, alors âgée de 17 ans et demi, et professa ses vœux le 18 octobre 1748. Marie-Jeanne de Baude fut son témoin lors de la profession de ses vœux. |
| ment. 13 août 1747, prof. 12 octobre 1748                                                   | Marie-Anne de Baude                                                            |                                                                      | Elle avait été baptisée fin septembre 1730 en la chapelle du fort Saint-Louis, au Sénégal. Elle devint novice le 13 août 1747, alors âgée de 17 ans, et professa ses vœux le 12 octobre 1748. |
| ment. 18 octobre 1750, prof. 27 novembre 1751, ment. 23 juin 1790, 26 septembre 1792        | Marguerite Porquet                                                             | Responsable des pensionnaires le 23 juin 1790 et en 1792             | Elle était native de Morancez. Elle devint novice converse le 18 octobre 1750, alors âgée de 19 ans, et professa ses vœux le 27 novembre 1751. Elle était présente à l'abbaye lors de l'inventaire du 23 juin 1790 et quitta celle-ci avec les dernières religieuses le 26 septembre 1792. |
| ment. 21 novembre 1751, prof. 26 novembre 1752                                              | Marie-Catherine Launey                                                         |                                                                      | Elle était originaire de Loché. Elle devint novice converse le 21 novembre 1751 et professa ses vœux le 26 novembre 1752. Henry Dargent, maître menuisier demeurant en l'abbaye (mentionné depuis 1750), fut son témoin lors de la profession de ses vœux. |
| ment. 8 septembre 1752, prof. 28 mai 1756, ment. 1792                                       | Élisabeth Lamontagne                                                           |                                                                      | Elle était la fille de feu Pierre Lamontagne (écuyer) et de Françoise Thruc. Elle avait été baptisée en 1730 en l'église Saint-Eustache, à Paris. Elle devint novice le 8 septembre 1752, alors âgée de 22 ans, et professa ses vœux le 28 mai 1756. M. de Boissimen, conseiller au présidial de Chartres, fut son témoin lors de la profession de ses vœux. |
| ment. 14 septembre 1752                                                                     | Marie Bruley                                                                   |                                                                      | Elle avait été baptisée en l'église Saint-Germain-l'Auxerrois, à Paris. Elle devint novice le 14 septembre 1752, alors âgée de 22 ans. |
| ment. 10 octobre 1752                                                                       | Jeanne-Marie-Charlotte Saury (ou Savry)                                        |                                                                      | Elle avait été baptisée en l'église Saint-Étienne de Rennes. Elle devint novice le 10 octobre 1752, alors âgée de 18 ans. Gédéon de la Salle (écuyer) et Balthazard de Gardel (prêtre de l'Oratoire de Saint-Magloire) furent ses témoins lors de la profession de ses vœux. |
| prof. 30 novembre 1753, ment. 1792                                                          | Catherine-Charlotte Clémente                                                   |                                                                      | D'abord novice converse, alors âgée de 24 ans, elle professa ses vœux le 30 novembre 1753. Claude-Henri Dudoyer de Vauventrier, diacre du diocèse de Chartres, fut son témoin lors de la profession de ses vœux. |
| ment. 13 novembre 1754, prof. 14 décembre 1755, ment. 23 juin 1790, 26 septembre 1792       | Marie-Anne Dargent                                                             |                                                                      | Elle était la fille de Henry Dargent (maître menuisier demeurant en l'abbaye) et d'Anne Saucier. Elle avait été baptisée en 1734 en l'église de Fontenay-sur-Eure. Elle devint novice le 13 novembre 1754, alors âgée de 21 ans, et professa ses vœux le 14 décembre 1755 (son père, malade et alité, n'assista pas à cette profession). Elle était présente à l'abbaye lors de l'inventaire du 23 juin 1790 et quitta celle-ci avec les dernières religieuses le 26 septembre 1792. |
| ment. 17 février 1755                                                                       | Jeanne-Françoise du Tocq                                                       |                                                                      | Transférée du prieuré de Courville le 17 février 1755. |
| ment. 26 avril 1755, prof. 9 mai 1756, ment. 23 juin 1790, 26 septembre 1792                | Jeanne-Hélène Langlots (ou Hélaine Langlois)                                   | Cuisinière le 23 juin 1790 et en 1792                                | Elle devint novice converse le 26 avril 1755, alors âgée de 24 ans, et professa ses vœux le 9 mai 1756. Mlle de Chambon d'Arbouville fut son témoin lors de la profession de ses vœux. Elle était présente à l'abbaye lors de l'inventaire du 23 juin 1790 et quitta celle-ci avec les dernières religieuses le 26 septembre 1792. |
| ment. 23 août 1756, prof. 29 septembre 1757, ment. 14 janvier 1791                          | Jeanne-Françoise Pellerin (ou Pèlerin)                                         |                                                                      | Elle devint novice converse le 23 août 1756, alors âgée de 26 ans, et professa ses vœux le 29 septembre 1757. Elle est mentionnée comme absente de l'abbaye lors de l'inventaire du 23 juin 1790. Elle fut la troisième sœur qui quitta définitivement le couvent. Elle réclama ses habits, son linge, les meubles de sa cellule et sa pension le 14 janvier 1791, puis se retira chez son frère. |
| ment. 11 juin 1760                                                                          | Michelle-Charlotte-Louise Boilleau                                             |                                                                      | Elle était la fille de Michel-Claude Boilleau (ancien avocat du roi au présidial de Chartres) et de ... Pintard. Elle avait été baptisée en l'église Saint-Merri, à Paris. Elle devint novice le 11 juin 1760, alors âgée de 26 ans. La comtesse Wale (sœur de l'abbesse de Vauldrey), Mlle de Rully, l'abbé de Maubuisson (chanoine de Chartres), Dominique-Michel-Claude Boilleau (son frère, avocat au Parlement), Anne Pécou de Morainville et Louise Pécou de Belleville furent ses témoins lors de la profession de ses vœux (à une date inconnue). |
| ment. 15 janvier 1761, prof. 26 janvier 1762, ment. 23 avril 1790                           | Louise Tribard (ou Tribart)                                                    | Économe le 23 avril 1790                                             | Elle était originaire d'Issoudun. Elle devint novice le 15 janvier 1761, alors âgée de 17 ans, et professa ses vœux le 26 janvier 1762. À la Révolution, elle fut la première à quitter l'établissement, après 28 années passées en tant que religieuse professe. Elle invoqua des raisons de santé et retourna dans sa famille à Vierzon, non sans avoir réclamé le 23 avril 1790 sa pension, ses meubles et effets personnels. Elle n'était donc pas présente à l'abbaye lors de l'inventaire du 23 juin 1790. Les informations contenues dans la charte CXX semblent indiquer cependant qu'elle était présente lors du départ définitif des dernières religieuses le 26 septembre 1792, ce qui est contradictoire avec la relation de son départ en 1790. |
| ment. 26 janvier 1761, prof. 2 février 1762                                                 | Marie-Benoîte-Charlotte Benoît du Portail                                      |                                                                      | Elle naquit à Lyon. Elle était la fille d'Antoine Benoît du Portail (fermier du roi) et de Jeanne-Marie-Louise Seytre. Elle devint novice le 26 janvier 1761, alors âgée de 18 ans, et professa ses vœux le 2 février 1762. Anne-Françoise Gavard (deuxième épouse de son père), Marie-Anne Benoît du Portail (sa sœur), ... Goezman (conseiller au Conseil souverain d'Alsace) et ... Trumeau de Vozelle (prieur de Saint-Quentin de Passy, avocat au Parlement) furent ses témoins lors de la profession de ses vœux. |
| ment. 26 janvier 1763, prof. 25 mars 1764                                                   | Josèphe Warin                                                                  |                                                                      | Elle naquit à Rolognia (ou Rolougnia ?, province de Bugey). Elle était la fille de Barthélémy Warin (notaire à Rolognia) et de Marie-Anne La Planche. Elle devint novice le 26 janvier 1763, alors âgée de 18 ans, et professa ses vœux le 25 mars 1764. |
| ment. 26 janvier 1763, prof. 25 mars 1764, ment. 23 juin 1790, 26 septembre 1792            | Françoise Warin (ou Jeanne Varin, probablement Jeanne-Françoise)               | Tourière le 23 juin 1790 et en 1792                                  | Sœur cadette de la précédente. Elle devint novice le 26 janvier 1763, alors âgée de 17 ans, et professa ses vœux le 25 mars 1764. Elle était présente à l'abbaye lors de l'inventaire du 23 juin 1790 et quitta celle-ci avec les dernières religieuses le 26 septembre 1792. |
| ment. 11 septembre 1763, prof. 30 septembre 1764, ment. 23 juin 1790, 26 septembre 1792     | Catherine Prévot (ou Michel(e) Prévot)                                         | Cuisinière le 23 juin 1790 et en 1792                                | Elle était originaire de Gaseron. Elle devint novice converse le 11 septembre 1763, alors âgée de 20 ans, et professa ses vœux le 30 septembre 1764. Elle était présente à l'abbaye lors de l'inventaire du 23 juin 1790 et quitta celle-ci avec les dernières religieuses le 26 septembre 1792. |
| ment. 29 septembre 1763                                                                     | Jeanne-Barbe La Motte                                                          |                                                                      | Elle était originaire de Villecheveux, dans le diocèse de Besançon. Elle devint novice converse le 29 septembre 1763, alors âgée de 29 ans. Joseph du Mesnil de la Correterie (écuyer, chevalier de Saint-Louis, cavalier, gendarme de la garde ordinaire du roi) et P. Richard (menuisier de l'abbaye) furent ses témoins lors de la profession de ses vœux (à une date inconnue). |
| ment. 1766, prof. 22 novembre 1767, ment. 23 juin 1790, 26 septembre 1792                   | Louise-Ferdinande Vallet                                                       | Dépositaire le 23 juin 1790 et en 1792                               | Elle était née à Paris (paroisse Saint-Sulpice). Elle était la fille de Anne Vallet (ou Valette) et de son épouse Marie-Marguerite-Louise-Grégoire. Elle devint novice en 1766, alors âgée de 18 ans, et professa ses vœux le 22 novembre 1767. Mme de Perney (dame de Machainville), Marie-Jeanne Garnier de Farville, ... Lenoir (son tuteur, écuyer du maréchal de Baltimont) et Marie-Suzanne Fournier de Pernay (dame de Tachainville, Thivars, etc.) furent ses témoins lors de la profession de ses vœux. Elle était présente à l'abbaye lors de l'inventaire du 23 juin 1790 et quitta celle-ci avec les dernières religieuses le 26 septembre 1792.                                                                                                 |
| ment. 15 octobre 1767, prof. 2 février 1769, ment. 23 juin 1790                             | Marguerite Du Rocher                                                           | Lingère le 23 juin 1790                                              | Elle était née à Saint-Pierre d'Angers. Elle était la fille de Denis Du Rocher (ancien capitaine de dragons, inspecteur de la police militaire) et de Marie Feuvrier. Elle devint novice le 15 octobre 1767, alors âgée de 17 ans et demi, et professa ses vœux le 2 février 1769. ... de Montmireau (lieutenant dans le régiment d'Orléans infanterie), Mlle Marchais de la Correterie et Mme de Montessu (chanoinesse) furent ses témoins lors de la profession de ses vœux. Elle était présente à l'abbaye lors de l'inventaire du 23 juin 1790 mais pas lors du départ des dernières religieuses du couvent le 26 septembre 1792. Entre ces deux dates, elle s'était retirée dans sa famille.                                                            |
| ment. 26 janvier 1768, prof. 2 février 1769, ment. 1790                                     | Gabrielle-Élisabeth Feuillet de Marchéville                                    |                                                                      | Elle était la fille de Charles Feuillet de Marchéville (conseiller au présidial de Chartres) et de Élisabeth-Catherine Lecureau. Elle devint novice le 26 janvier 1768, alors âgée de 31 ans, et professa ses vœux le 2 février 1769. ... Lecureau de la Varenne (sa tante) fut son témoin lors de la profession de ses vœux. Elle est mentionnée comme absente de l'abbaye lors de l'inventaire du 23 juin 1790 tout comme lors du départ des dernières religieuses le 26 septembre 1792. |
| ment. 14 juillet 1768, prof. 10 août 1769, ment. 1790                                       | Marguerite-Bernard Jubin (ou Lubin, ou Jublin)                                 |                                                                      | Elle était née aux Filles-Dieu, à Chartres. Elle devint novice le 14 juillet 1768, alors âgée de 23 ans, et professa ses vœux le 10 août 1769. Elle est mentionnée comme absente de l'abbaye lors de l'inventaire du 23 juin 1790 tout comme lors du départ des dernières religieuses le 26 septembre 1792. En effet, ayant eu peur de rester à la campagne en raison des troubles révolutionnaires, elle fut la seconde sœur, après Louise Tribard, à quitter le couvent de l'Eau en 1790. Elle était retournée chez les Filles-Dieu, au couvent de Saint-Jean, où elle était demeurée pendant sa jeunesse et prit le nom de sœur Bernard. |
| ment. 2 juillet 1770, prof. 11 août 1771, ment. 23 juin 1790, 26 septembre 1792             | Marie-Jeanne Laillier (ou Lailler)                                             | Tourière (ou fournière) le 23 juin 1790 et en 1792                   | Elle prit le nom de sœur Mélanie en religion. Elle devint novice le 2 juillet 1770, alors âgée de 20 ans, et professa ses vœux le 11 août 1771. Elle était présente à l'abbaye lors de l'inventaire du 23 juin 1790 et quitta celle-ci avec les dernières religieuses le 26 septembre 1792. |
| ment. 19 juin 1772-† 18 juillet 1773                                                        | Anne Moreau                                                                    |                                                                      | Elle était originaire de Neuvy-en-Dunois. Elle devint novice le 19 juin 1772, alors âgée de 22 ans, et mourut le 18 juillet 1773, sans avoir professé ses vœux. |
| ment. 27 février 1774, prof. 19 mars 1775                                                   | Anne-Marie Le Nôtre                                                            |                                                                      | Elle était la veuve de François Oseray, décédé le 13 mai 1768. Elle devint novice le 27 février 1774, alors âgée de 35 ans, et professa ses vœux le 19 mars 1775. |
| ment. 26 avril 1774, prof. 2 juillet 1775, ment. 23 juin 1790, 26 septembre 1792            | Marie-Élisabeth Labbé                                                          | Infirmière le 23 juin 1790 et en 1792                                | Elle était originaire de Morancez. Elle devint novice converse le 26 avril 1774, alors âgée de 26 ans, et professa ses vœux le 2 juillet 1775. Elle était présente à l'abbaye lors de l'inventaire du 23 juin 1790 et quitta celle-ci avec les dernières religieuses le 26 septembre 1792. |
| ment. 9 juin 1775, prof. 15 juin 1777, ment. 23 juin 1790, 26 septembre 1792                | Marie-Louise Durand                                                            | Sœur de l'abbatiale                                                  | Elle prit le nom de sœur Agathange en religion. Elle devint novice converse le 9 juin 1775 et professa ses vœux le 15 juin 1777. Elle était âgée de 35 ans en 1790. Elle était présente à l'abbaye lors de l'inventaire du 23 juin 1790 et quitta celle-ci avec les dernières religieuses le 26 septembre 1792. Elle resta au service particulier de l'abbesse de Vauldrey et l'accompagna dans son exil à Saint-Chéron. |
| ment. 16 mars 1777, prof. 5 avril 1778, ment. 23 juin 1790                                  | Julie-Charlotte-Sophie Brion                                                   | Sacristine le 23 juin 1790                                           | Elle devint novice le 16 mars 1777, alors âgée de 19 ans, et professa ses vœux le 5 avril 1778. Elle était présente à l'abbaye lors de l'inventaire du 23 juin 1790 mais pas lors du départ des dernières religieuses du couvent le 26 septembre 1792. Entre ces deux dates, elle s'était retirée dans sa famille. |
| ment. 15 novembre 1777, prof. 26 septembre 1780, ment. 23 juin 1790                         | Jeanne-Charlotte Lucas de Nully                                                | Première infirmière le 23 juin 1790                                  | Elle naquit le 28 juillet 1755 de André-François Lucas et Jeanne de Nully. Elle devint novice le 15 novembre 1777 et professa ses vœux le 26 septembre 1780. Antoine-Louis-Clément de Givry (chevalier, conseiller du roi) et Louise-Antoinette de Gors (épouse du précédent) furent ses témoins lors de la profession de ses vœux. Elle était présente à l'abbaye lors de l'inventaire du 23 juin 1790 mais pas lors du départ des dernières religieuses du couvent le 26 septembre 1792. |
| ment. 5 avril 1778                                                                          | Euphrasie-Rosalie Brion                                                        |                                                                      | Elle était la fille de ... Brion (ancien notaire) et de Henriette-Augustine du Houx du Roc. Elle devint novice le 5 avril 1778, alors âgée de 18 ans. |
| ment. 28 octobre 1781                                                                       | Denise d'Allaisne                                                              |                                                                      | Elle devint novice le 28 octobre 1781. ... Fontenay de la Chevallerie, Claire de Cambis, Marie d'Archambault et Marie de Rochegude furent ses témoins lors de la profession de ses vœux (à une date inconnue). |
| ment. 3 mars 1782, prof. 29 avril 1783, ment. 1792                                          | Anne-Françoise-Claire Nichau                                                   |                                                                      | Elle devint novice le 3 mars 1782 et professa ses vœux le 29 avril 1783. |
| ment. 22 décembre 1784, prof. 8 janvier 1785, ment. 23 juin 1790, 26 septembre 1792         | Marie-Anne-Émerentienne Durand                                                 |                                                                      | Elle était née le 20 mars 1763, à Lèves. Elle devint novice converse le 22 décembre 1784 et professa ses vœux le 8 janvier 1785. Elle était présente à l'abbaye lors de l'inventaire du 23 juin 1790 et quitta celle-ci avec les dernières religieuses le 26 septembre 1792. Elle se retira dans sa famille, au Mousseau de Lèves, et se consacra à l'instruction des enfants de son village. La petite-nièce de cette religieuse, Mme Amy, possédait au début du XXe siècle des livres de prières portant la signature de la dernière abbesse de l'Eau, Thérèse-Françoise-Gabrielle de Vauldrey. |
| ment. 8 juin 1786                                                                           | Marie-Jeanne Fouré                                                             |                                                                      | Elle devint novice converse le 8 juin 1786, alors âgée de 26 ans. |
| ment. 11 juin 1786, prof. 17 juin 1787, ment. 23 juin 1790                                  | Marie-Anne Ouellard (ou Aulard)                                                | Fournière le 23 juin 1790                                            | Elle prit le nom de sœur Geneviève en religion. Elle devint novice converse le 11 juin 1786 et professa ses vœux le 17 juin 1787. Elle était présente à l'abbaye lors de l'inventaire du 23 juin 1790 mais pas lors du départ des dernières religieuses du couvent le 26 septembre 1792. |
| ment. 1er mai 1787, prof. 10 juin 1788, ment. 23 juin 1790, 26 septembre 1792               | Marie-Anne-Geneviève Jourdan                                                   | Seconde infirmière le 23 juin 1790                                   | Elle devint novice le 1er mai 1787 et professa ses vœux le 10 juin 1788. Elle était présente à l'abbaye lors de l'inventaire du 23 juin 1790 (alors âgée de 24 ans) et quitta celle-ci avec les dernières religieuses le 26 septembre 1792. |
| ment. 7 août 1787, prof. 14 avril 1789, ment. 23 juin 1790, 26 septembre 1792               | Adélaïde-Pierre de Borville                                                    | Sacristine et dépensière le 23 juin 1790                             | Elle était la fille de Jacques-Pierre de Borville (procureur du roi au grenier à sel de Chartres) et de Barbe-Thérèse-Pierre Dugravier. Elle devint novice le 7 août 1787, alors âgée de 25 ans, et professa ses vœux le 14 avril 1789. Augustin-Pierre de Borville, Germain-Charles-Augustin-Pierre de Borville, B.-T.-P. Dugravier, Paul-Pierre de Borville, ... Bonnet (curé de Saint-Michel), ... de la Faverie, Ludovic de la Faverie, Thérèse de Borville, Thérèse-Pierre de Borville et Victoire-Geneviève-Pierre de Borville furent ses témoins lors de la profession de ses vœux. Elle était présente à l'abbaye lors de l'inventaire du 23 juin 1790 et quitta celle-ci avec les dernières religieuses le 26 septembre 1792.                       |
| ment. 25 novembre 1787, prof. 8 décembre 1788, ment. 23 juin 1790, 26 septembre 1792        | Marie-Barbe Genet                                                              | Cuisinière le 23 juin 1790 et en 1792                                | Elle devint novice le 25 novembre 1787, alors âgée de 23 ans, et professa ses vœux le 8 décembre 1788. Elle était présente à l'abbaye lors de l'inventaire du 23 juin 1790 et quitta celle-ci avec les dernières religieuses le 26 septembre 1792. |
| ment. 22 avril 1788, prof. 3 mai 1789, ment. 23 juin 1790                                   | Marie-Jeanne Le Faux                                                           | Tourière le 23 juin 1790                                             | Elle avait été baptisée le 5 juillet 1765 en l'église Saint-Pierre de Courcité. Elle devint novice le 22 avril 1788 et professa ses vœux le 3 mai 1789. Elle était présente à l'abbaye lors de l'inventaire du 23 juin 1790 mais pas lors du départ des dernières religieuses du couvent le 26 septembre 1792. |
| ment. 22 avril 1788, prof. 3 mai 1789, ment. 23 juin 1790                                   | Jeanne Le Faux                                                                 | Portière le 23 juin 1790                                             | Sœur de la précédente, elle avait été baptisée le 22 janvier 1768. Elle devint novice le 22 avril 1788 et professa ses vœux le 3 mai 1789. ... Fontenay de la Chevallerie, ... Desprez de la Bourdonnais et Gastonne-Marie-Julienne d'Archambault (fille de ... d'Archambault, chevalier, seigneur du Puiset, ancien maréchal des logis des mousquetaires noirs de la garde du roi, grand bailli d'épée de Chatillon-sur-Indre) furent ses témoins lors de la profession de ses vœux. Elle était présente à l'abbaye lors de l'inventaire du 23 juin 1790 mais pas lors du départ des dernières religieuses du couvent le 26 septembre 1792. |
| ment. 8 juin 1789                                                                           | Anne Collot                                                                    |                                                                      | Elle devint novice le 8 juin 1789, alors âgée de 23 ans. ... Fontenay de la Chevallerie et ... Desprez de la Bourdonnais furent ses témoins lors de la profession de ses vœux (à une date inconnue). |
| ment. 1785, 23 juin 1790, 26 septembre 1792                                                 | Anne Oseray (ou Ozeray)                                                        | Maîtresse des pensions en 1785 et le 23 juin 1790                    | Elle est mentionnée comme étant âgée de 50 ans le 23 juin 1790. Elle était présente à l'abbaye lors de l'inventaire du 23 juin 1790 et quitta celle-ci avec les dernières religieuses le 26 septembre 1792. |
| ment. 23 juin 1790                                                                          | Charlotte-Clément Adam                                                         | Sœur de l'abbatiale                                                  | Elle était sœur converse. Elle est mentionnée comme étant âgée de 65 ans en 1790. Elle était présente à l'abbaye lors de l'inventaire du 23 juin 1790 mais pas lors du départ des dernières religieuses du couvent le 26 septembre 1792. |

### Les laïques

#### Les données
Les données, ou oblates, étaient des femmes laïques installées dans l'abbaye qui, sans avoir prononcé de vœux religieux, assistaient les sœurs converses dans leurs travaux manuels.
L'appendice du cartulaire de l'abbaye Notre-Dame de l'Eau publié en 1908, qui donne la liste des religieuses de l'abbaye (cf. supra), et la charte CXX du cartulaire de l'abbaye, portant inventaire des biens du couvent, donnent également les noms des quatre données qui étaient encore présentes au couvent lors de cet inventaire le 23 juin 1790 et encore lors du départ définitif des sœurs le 26 septembre 1792 : Anne Grohand, donnée depuis 24 ans et âgée de 60 ans en 1790; Thérèse Aufroy, donnée depuis 12 ans et âgée de 36 ans en 1790; Anne Rodier, donnée depuis 9 ans et âgée de 41 ans en 1790; Marie Gommart (ou Louise Gommard-Germond), donnée depuis 9 ans et âgée de 41 ans en 1790 (mais qui avait toujours servi au couvent depuis son enfance), décédée en 1818 et inhumée dans le cimetière de Ver-lès-Chartres. En outre, la charte CXX du cartulaire de l'abbaye mentionne également l'existence d'un frère donné, Pierre Gratien, donné depuis 9 ans et âgé de 56 ans en 1790 (et qui avait également toujours servi au couvent depuis son enfance).

#### Les pensionnaires
L'abbaye Notre-Dame de l'Eau accueillait depuis pratiquement sa création des pensionnaires. Celles-ci étaient le plus souvent des veuves qui se retiraient du monde pour vivre à l'Eau leurs dernières années. Elles confiaient tous leurs biens à l'abbaye qui en échange les logeaient et les nourrissaient. La plus ancienne pensionnaire connue est la dame Amelina qui donna en 1257, comme on l'a vu précédemment, des terres à la ferme des Nonnes et deux étaux de boucherie. C'est probablement cette année-là, à la suite de ces donations, qu'elle devint pensionnaire de l'abbaye.
L'abbaye accueillait également des malades, qui étaient soignés par les sœurs et trouvaient à l'Eau un endroit calme pour se rétablir. La comtesse Élisabeth Ire avait doté en 1239 l'abbaye de deux muids de vin pour l'accueil de ces malades.

#### Les écolières et jeunes filles
Les religieuses de l'abbaye de l'Eau ouvrirent une école et un pensionnat de jeunes filles pour y instruire les demoiselles des grandes familles chartraines et beauceronnes. D'après le règlement intérieur de l'abbaye, les petites filles étaient pensionnées dès l'âge de quatre ans pour les plus jeunes. Les jeunes filles sortaient du pensionnat en général lorsqu'elles avaient l'âge de se marier.

### Les chapelains
Deux prêtres étaient attachés en permanence au service de l'église abbatiale. Ils avaient le titre de confesseurs, ou de chapelains. Ils résidaient dans l'enceinte de l'abbaye, mais hors des lieux réguliers (en kaki, bâtiment H, sur le plan supra). Cette résidence au sein de l'abbaye est attestée dès 1262. En effet, cette année-là, Girard de Chartres et sa femme, Blanche, abandonnèrent à l'abbaye de l'Eau tous leurs droits sur des terres situées entre Morancez et Berchères pour aider les religieuses à financer les frais occasionnés par le logement et l'entretien du chapelain.
Les noms de certains de ces chapelains nous sont parvenus. Ils figurent dans le tableau chronologique ci-dessous. Ces noms sont donnés dans un appendice du cartulaire de l'abbaye Notre-Dame de l'Eau. L'abbé Guillon ajoute quatre noms à cette liste, qui figuraient inscrits dans l'église abbatiale. Ces quatre noms sont identifiés dans la colonne "notes".
| Date | Chapelain                       | Notes |
| --- | ------------------------------- | --- |
| ment. 1361 | Jean Le Merle                   | Mentionné dans la charte CXVII du cartulaire de l'abbaye.                                                                               |
| ment. 1600 | Denis Heurtault I               | Ce Denis Heurtault est peut-être le même que celui mentionné en 1660 par l'abbé Guillon. Il pourrait s'agir d'une erreur de date.       |
| ment. 22 octobre 1647, 28 mai 1650 | Gilles Renart                   | Mentionné par l'abbé Guillon. |
| ment. 1660 | Denis Heurtault II              | Mentionné par l'abbé Guillon |
| ment. 14 avril 1665 | ... Lemarié                     | Mentionné par l'abbé Guillon |
| ment. 30 septembre 1672 | Denis de Chabet                 | Mentionné par l'abbé Guillon |
| ment. 13 novembre 1681, 20 juillet 1687                                                                                                 | Nicolas Larcher                 | Prieur de l'abbaye du Petit Cîteaux, dite abbaye de l'Aumône.                                                                           |
| ment. 4 août 1695, 5 janvier 1696 | Guillaume Bouhier               | Prieur de l'abbaye du Petit Cîteaux, dite abbaye de l'Aumône. Docteur en théologie.                                                     |
| ment. 16 février 1704 | Michel Albéric de Cesbron       | Religieux de l'abbaye de Saint-Port, dite abbaye de Barbeau. Avec le titre de confesseur à l'Eau.                                       |
| ment. 16 février 1704 | Nicolas Collart                 | Avec le titre de confesseur à l'Eau. |
| ment. 1710, 24 septembre 1729 | Jacques Christophe Sullin       | Religieux profès de l'abbaye de Preuilly. Directeur et agent des affaires de l'Eau.                                                     |
| ment. 22 janvier 1705, 28 août 1720, 26 août 1722, 1er avril 1723                                                                       | Claude Quinquet                 | Docteur en théologie. Prieur des Bernardins à Paris (in eodem collegio studiorum summus moderator).                                     |
| ment. 28 août 1720, 5 juin 1722, 27 septembre 1725, 9 octobre 1726, 8 septembre 1728, 30 janvier 1729, 5 février 1730, 17 novembre 1732 | Jean-Baptiste Noël Micheaux     | Religieux profès de l'abbaye de Preuilly.                                                                                               |
| ment. 28 août 1720, 30 juin 1722, 25 mai 1723, 26 août 1724, 6 novembre 1727, 19 décembre 1728, 14 mai 1730, 20 mai 1731                | Jean-Baptiste Manin             | Religieux de l'étroite observance. Professeur à l'abbaye de Royaumont. Avec le titre de confesseur à l'Eau.                             |
| ment. 19 octobre 1734, 5 mai 1737, 8 septembre 1737, 13 novembre 1738                                                                   | Arsène de Mouxy                 | Religieux profès de l'abbaye de Tamiers, en Savoie. Avec le titre de confesseur à l'Eau.                                                |
| ment. 1er novembre 1742 | Laurent-François Saint-Mallon   | Religieux profès de l'abbaye de Prières. Avec le titre de confesseur à l'Eau.                                                           |
| ment. 12 mars 1745 | Jean-Baptiste Chazelon          | Religieux profès de l'abbaye de Mazan. Avec le titre de confesseur à l'Eau.                                                             |
| ment. 19 juin 1745 | Étienne Prosper du Chesne       | Religieux de l'abbaye Notre-Dame de Bonport. Avec le titre de confesseur à l'Eau.                                                       |
| ment. 10 novembre 1744, 30 mars 1746 | Charles Maugueret               | Religieux de l'étroite observance. Religieux profès de Saint-Aubin-des-Bois (diocèse de Saint-Brieuc). Prieur de l'abbaye de Perseigne. |
| ment. 13 août 1747 | Georges Félix Bossort           | Avec le titre de confesseur à l'Eau. |
| ment. 12 octobre 1748 | Charles-Augustin Trochon        | Religieux profès de l'abbaye Notre-Dame de Pontron. Directeur de l'abbaye de l'Eau.                                                     |
| ment. 18 octobre 1750, 13 novembre 1754, 26 avril 1755, 29 novembre 1757, 15 janvier 1761, 14 juillet 1768                              | Denis Dechabet                  | Religieux profès de l'abbaye de Montpeyroux. Avec le titre de confesseur à l'Eau.                                                       |
| ment. 17 février 1755, 28 mars 1756 | Joseph Hubert Carnot            | Abbé de l'abbaye de Chaloché. Docteur en théologie. Supérieur de l'abbaye de l'Eau.                                                     |
| ment. 11 juin 1760, 11 septembre 1763                                                                                                   | Jean Pennart                    | Avec le titre de confesseur à l'Eau. |
| ment. 2 février 1769 | Jean-Baptiste Maîtrerobert      | Directeur de l'abbaye de l'Eau. |
| ment. 10 août 1769, 2 juillet 1770 | Jean-Baptiste-Antoine Trutal    | Directeur de l'abbaye de l'Eau. |
| ment. 29 septembre 1765, 11 août 1771, 27 février 1775, 9 juin 1775                                                                     | François Potier                 | Professeur à l'abbaye de Vaux-la-Douce. Directeur de l'abbaye de l'Eau.                                                                 |
| ment. 1771, 19 juin 1772, 15 juin 1777, 7 août 1787, 14 avril 1789                                                                      | Xavier-Joseph Maillard          | Religieux profès de l'abbaye Notre-Dame de Barzelle. Directeur et confesseur de l'abbaye de l'Eau.                                      |
| ment. 15 juin 1777, 29 avril 1783 | Marc-Antoine Brocas de Pauillac | Religieux profès de l'abbaye de Saint-Maurice. Directeur de l'abbaye de l'Eau.                                                          |
| ment. 22 décembre 1784, 1785 | Amable Fontaine                 | Religieux profès de Saint-Aubin-des-Bois (diocèse de Saint-Brieuc). Directeur et confesseur de l'abbaye de l'Eau.                       |
| ment. 8 janvier 1786 | Nicolas Menou                   | Religieux profès de l'Abbaye Notre-Dame de Vaucelles.                                                                                   |
| ment. 10 juin 1788, 8 juin 1789 | François-Maximilien Simon       | Religieux profès de l'Abbaye Notre-Dame de Vaucelles.                                                                                   |
| ment. 1792 | Gratien Pierre                  | Dernier chapelain de l'abbaye Notre-Dame de l'Eau.                                                                                      |